# Bünde

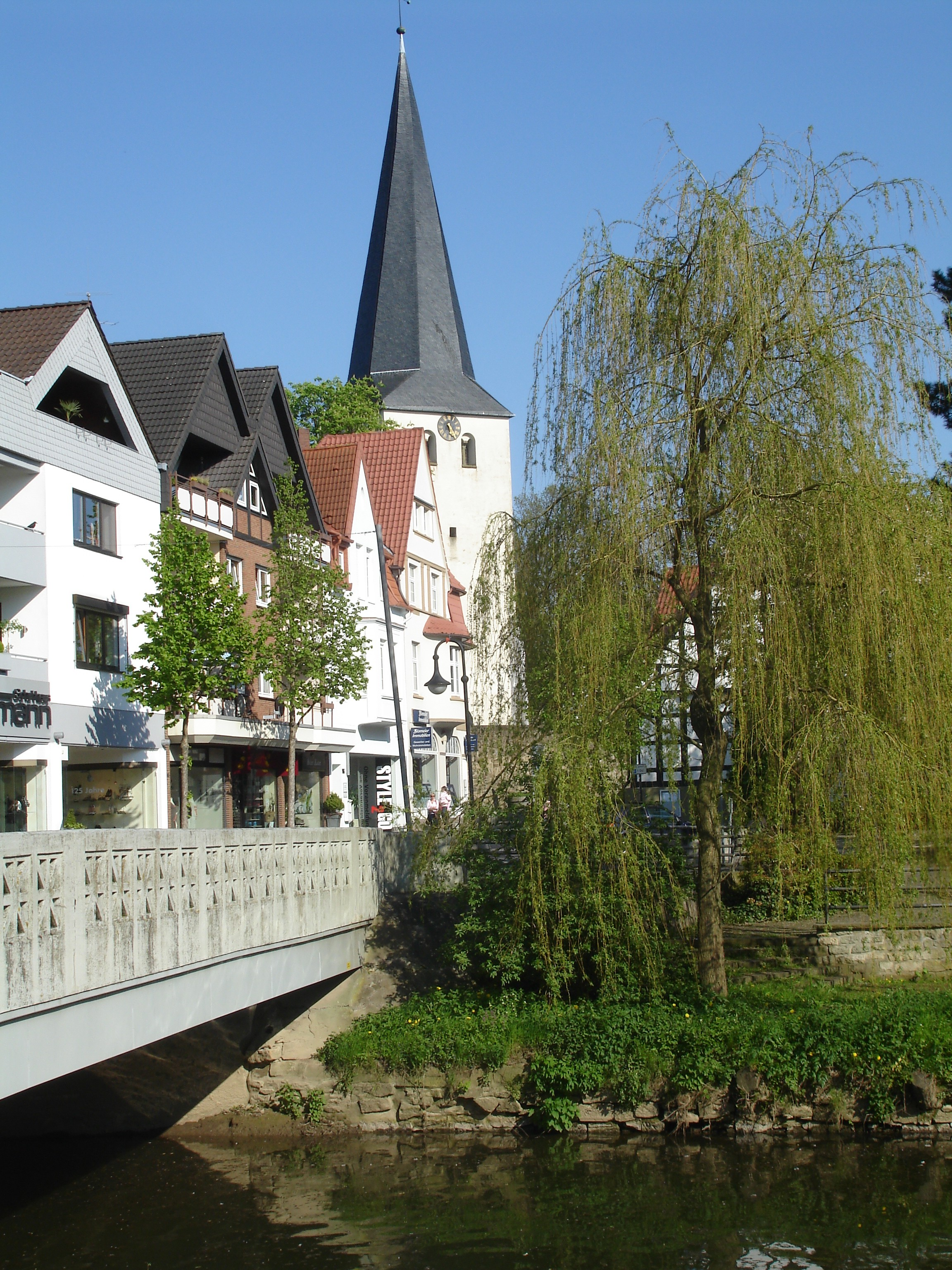
Bahnhofstraße an der Bolldammbrücke über die Else mit St. Laurentius im Hintergrund

Bünde [ˈbʏndə] ⓘ (niederdeutsch Buine, Buüne) ist eine kreisangehörige Mittelstadt im nordöstlichen Nordrhein-Westfalen rund 20 km nördlich von Bielefeld. Mit 47.387 Einwohnern (Stand 4. Februar 2019) ist sie die zweitgrößte Stadt im ostwestfälischen Kreis Herford (Regierungsbezirk Detmold). Ihr territorialer Zuschnitt ist das Ergebnis der Kommunalreform von 1969.
Bünde wurde erstmals bereits 853 als Buginithi schriftlich erwähnt. Da der Ort einst Zentrum der deutschen Zigarrenindustrie war, nennt man Bünde bis heute die Zigarrenstadt.

## Geographie

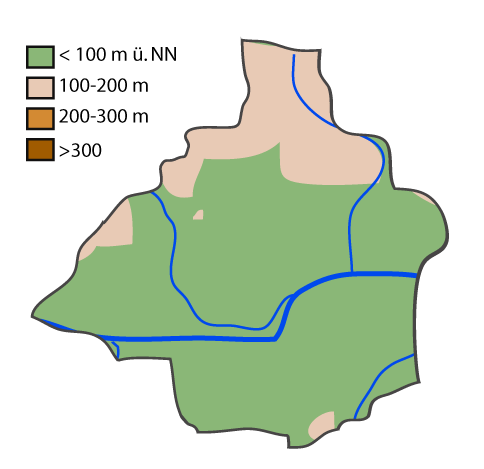
Topographie des Stadtgebietes

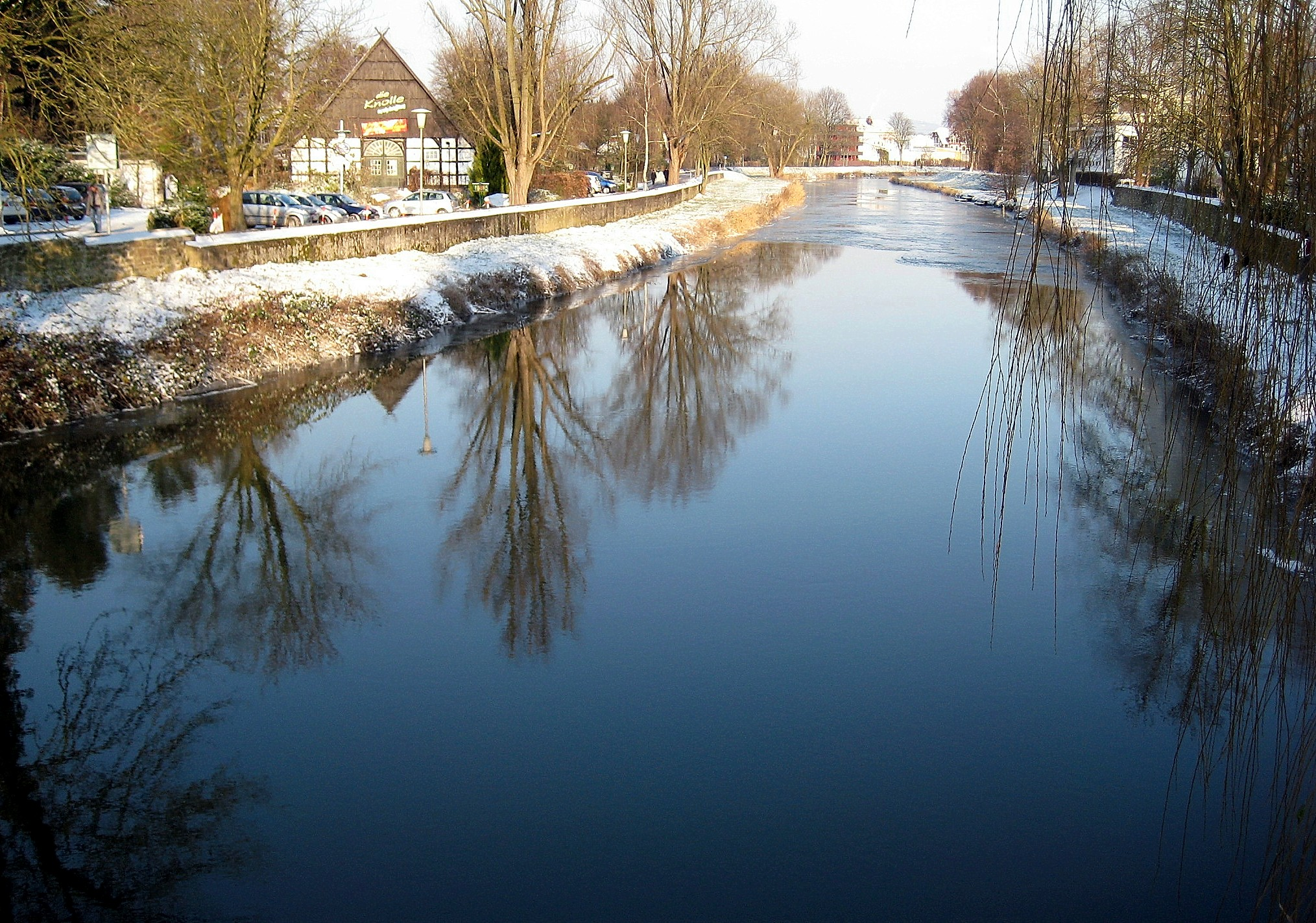
Else

### Geographische Lage
Bünde liegt in der Ravensberger Mulde zwischen Teutoburger Wald und Wiehengebirge, großenteils in den Flussniederungen der Else. Es hat seinen tiefsten Punkt bei 59 m ü. NN im Osten, wo die Else das Stadtgebiet verlässt, seinen höchsten bei 185 m ü. NN im Norden, wo das Gebiet langsam zum Wiehengebirge hin ansteigt.
Die nächstgelegenen Großstädte sind das 20 km südlich gelegene Bielefeld und das 30 km westlich gelegene Osnabrück.

### Nachbargemeinden
Im Norden grenzt Bünde an die Gemeinde Hüllhorst im Nachbarkreis Minden-Lübbecke. Die Ostgrenze teilt sich die Stadt auf gesamter Länge mit Kirchlengern. Südlich stoßen die Gemeinde Hiddenhausen sowie die Städte Enger und Spenge an Bünde. Im Nordwesten und Westen grenzt Bünde an Rödinghausen, südwestlich an Melle, das bereits zum benachbarten Land Niedersachsen gehört.

### Gewässer
Das Stadtgebiet wird in West-Ost-Richtung von der Else durchquert, einem der weltweit seltenen Flüsse, die nicht aus einer Quelle entspringen, sondern durch Bifurkation entstehen. Sie entwässert das gesamte Gelände und mündet über Werre und Weser letztlich in die Nordsee. Innerhalb des Stadtgebietes fließen ihr zahlreiche kleinere Bäche von Süden und Norden her zu. Ein Beispiel ist der von Norden kommende Gewinghauser Bach, der auf seinem Weg zur Else eine Auenlandschaft im Stadtteil Ennigloh-Gewinghausen durchquert. Weitere Zuflüsse sind in Fließrichtung zunächst (von Norden kommend) der Ahler Bruchbach, der, in Rödinghausen beginnend, hauptsächlich durch den Ortsteil Ahler Bruch fließt und erst auf Meller Gebiet in die Else mündet; außerdem der Darmühlenbach, ebenfalls in Rödinghausen entspringend; dann der Spradower Mühlenbach und schließlich der Eselsbach. Von Süden mündet zusätzlich der Werfener Bach in die Else.

### Geologie
Das Gebiet gehört zur Ravensberger Mulde, einem leicht welligen, zwischen 50 und 140 m ü. NN liegenden Hügelland. Zahlreiche kleine Täler (sog. Sieke) schneiden oft unvermittelt und tief in das sonst nur schwach kuppierte Land ein. Geologisch handelt es sich im Wesentlichen um Liasplatten mit Lössauflage, die durch Zertalung im Pleistozän zum Hügelland umgestaltet wurden. Unter der Lössdecke finden sich teilweise Geschiebelehme. Weitere Hinterlassenschaft der pleistozänen Kaltzeiten sind die häufig anzutreffenden Findlinge.
Das Elsetal und der Unterlauf der Werre weiter im Osten bilden das tief liegende, in westöstlicher Richtung verlaufende Urstromtal der Else-Werre-Niederung. Mit dem 105 m ü. NN hohen und daher eigentlich nicht als Berg im geologischen Sinne geltenden Doberg verfügt Bünde über eine der umfangreichsten Fossilienlagerstätten aus der Zeit des Oligozän nördlich der Alpen. Der Hügel im Süden der Stadt überragt seine Umgebung um etwa 30 m. Er besteht aus den Sedimenten des Oligozän-Meeres und gibt Auskunft über die Meeresfauna der damaligen Zeit. Herausragende Fundstücke, darunter das Skelett einer jahrmillionenalten Seekuh und eines Zahnwals, sind im Doberg-Museum bzw., während dessen Renovierung, im Striedieckschen Hof (Museumsinsel) zu besichtigen.

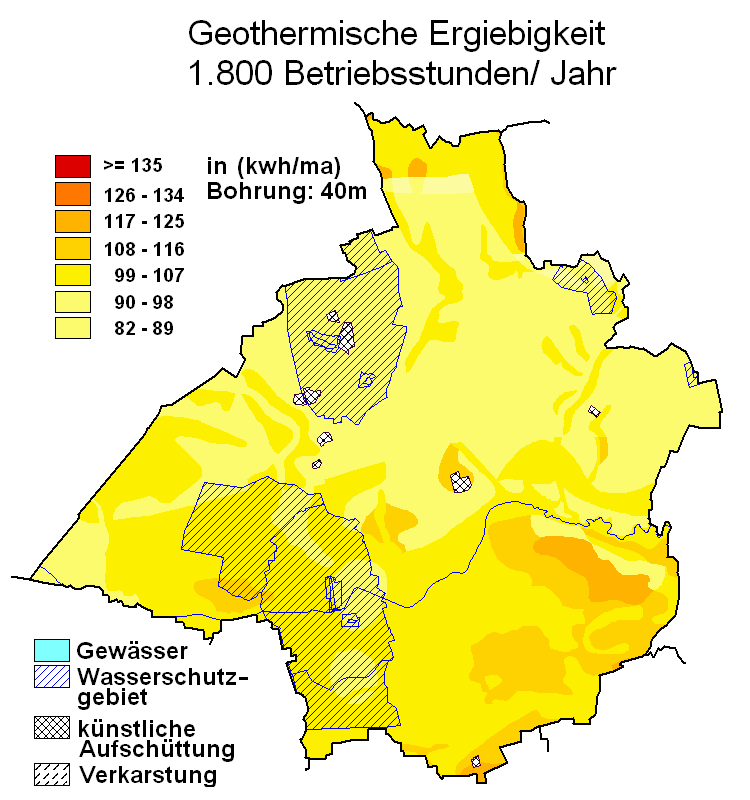
Geothermische Karte von Bünde

Bünde eignet sich mittelmäßig bis gut, in einigen östlichen Gemeindelagen sogar sehr gut zur Nutzung von geothermischen Wärmequellen mittels Erdwärmesonde und Wärmegewinnung durch Wärmepumpenheizungen (vgl. dazu die nebenstehende Karte).

### Ausdehnung und Nutzung des Stadtgebietes

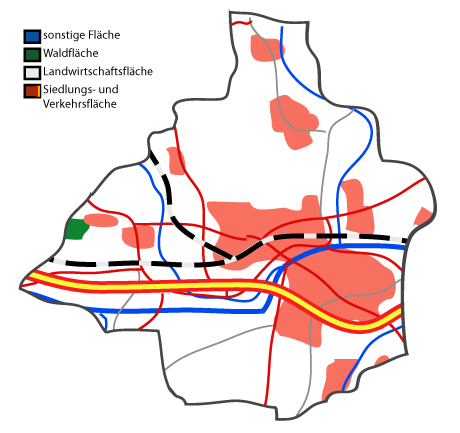
Flächennutzung

Bünde hat eine Fläche von 59,3 km². Die Nord-Süd-Ausdehnung beträgt 10,7 km, die Ost-West-Ausdehnung 11 km.
Das Stadtgebiet ist stark zersiedelt und weist rund um die Kernstadt Bünde mehrere Siedlungskerne auf, die ursprünglich eigenständige Gemeinden waren. Insbesondere im Süden bildet das Stadtgebiet eine durchgehende Agglomeration mit den Städten Herford und der Gemeinde Hiddenhausen. Das nicht besiedelte Land besitzt kaum größere Waldgebiete. Die Gegend zählt aufgrund der hohen Fertilität zum Altsiedelland und wird, wie der übrige Kreis Herford, landschaftlich intensiv genutzt, während die Auen der im Winter oft überschwemmten Else extensiv bewirtschaftet werden. Auf den fruchtbaren Lössgebieten wird hauptsächlich Getreide und Mais, zunehmend auch Raps kultiviert. Die folgende Tabelle zeigt die genaue Flächennutzung.
| Fläche nach Nutzungsart | Siedlungs- und Verkehrsfläche | Landwirt- schaftsfläche | Wald- fläche | sonstige Freiflächen |
| ----------------------- | ----------------------------- | ----------------------- | ------------ | -------------------- |
| Fläche in Hektar        | 2.228                         | 3.370                   | 254          | 72                   |
| Anteil an Gesamtfläche  | 37,6 %                        | 56,8 %                  | 4,3 %        | 1,2 %                |

### Stadtgliederung
Bünde besteht aus der Kernstadt Bünde-Mitte und elf Ortsteilen die bis zur Gebietsreform am 31. Dezember 1968 selbstständige Gemeinden bzw. Gemeindeteile der zu diesem Zeitpunkt aufgelösten Ämter Ennigloh, Kirchlengern und Herford-Hiddenhausen waren.
| Ortsteil    | Einwohner (6. Nov. 2022) | Fläche (km²) | Dichte (Ew/km²) |
| ----------- | ------------------------ | ------------ | --------------- |
| Ahle        | 01.868                   | 04,51        | 0.415           |
| Bünde-Mitte | 11.331                   | 03,75        | 3.022           |
| Bustedt     | 01.638                   | 01,24        | 1.321           |
| Dünne       | 03.916                   | 10,13        | 0.389           |
| Ennigloh    | 08.607                   | 07,45        | 1.155           |
| Holsen      | 03.539                   | 05,96        | 0.594           |
| Hüffen      | 01.894                   | 02,43        | 0.779           |
| Hunnebrock  | 03.592                   | 02,77        | 1.297           |
| Muckum      | 00.718                   | 06,51        | 0.110           |
| Spradow     | 04.912                   | 07,48        | 0.657           |
| Südlengern  | 04.396                   | 02,68        | 1.640           |
| Werfen      | 01.047                   | 04,01        | 0.267           |

Stadtgliederung

Der Ortsteil Bünde-Mitte als Zentrum der Stadt sowie die Siedlungsschwerpunkte der Ortsteile Ennigloh, Spradow, Südlengern, Bustedt, Hunnebrock und Hüffen sind heute größtenteils zusammengewachsen, und bilden zusammen den Hauptteil der Stadt Bünde. Die Ortsteile Holsen und Ahle, im Westen des Stadtgebietes gelegen, sind ebenfalls überwiegend zusammengewachsen, bilden aber wie die Ortsteile Muckum, Dünne und Werfen weiterhin eigene Siedlungskerne außerhalb des Hauptteils der Stadt. Die Bebauung der Stadt Bünde geht darüber hinaus teilweise fließend in die der Nachbargemeinden Kirchlengern und Hiddenhausen über.

### Klima
Das vorherrschende Klima ist das atlantische Seeklima. Klimadaten im langjährigen Mittel (1971–2000) für das etwa 10 km Luftentfernung entfernte Herford zeigt nachstehende Tabelle.
|                        | Jan | Feb | Mär | Apr | Mai  | Jun  | Jul  | Aug  | Sep  | Okt | Nov | Dez |   |     |
| Mittl. Temperatur (°C) | 1,8 | 2,2 | 5,3 | 8,4 | 13,0 | 15,6 | 17,7 | 17,4 | 13,8 | 9,8 | 5,4 | 3,1 | ⌀ | 9,5 |
|                        |     |     |     |     |      |      |      |      |      |     |     |     |   |     |
| Niederschlag (mm)      | 72  | 49  | 65  | 53  | 65   | 82   | 69   | 71   | 73   | 61  | 64  | 80  | Σ | 804 |

|  |

|  |

|  |

|  |

|  |

|  |

|  |

|  |

|  |

|  |

|  |

|  |

|  |

|  |

|  |

|  |

|  |

|  |

|  |

|  |

|  |

|  |

|  |

|  |

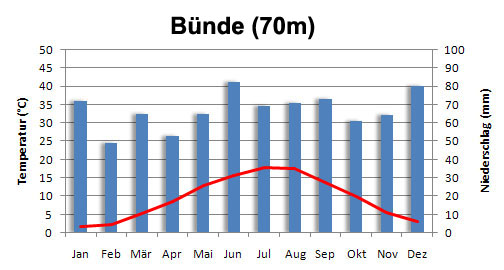
Klimadiagramm für Bünde

Im Zeitraum 1961–1990 hatte die Region durchschnittlich 1473 Sonnenstunden pro Jahr (Beobachtungsstation: Herford). Die Wetterdaten für Bünde dürften im langjährigen Mittel kaum von den angegebenen Daten aus Herford abweichen, da beide Städte etwa gleich hoch liegen und ihre naturräumliche Lage sehr ähnlich ist.
Siehe auch: Klima in Ostwestfalen-Lippe

## Geschichte

### Ursprünge und Stadtwerdung
Das Stadtwappen (zwei sich die Hand reichende Ritter) spielt auf die Sachsen Hengist und Horsa an, die der Sage nach im 5. Jahrhundert an dieser Stelle einen Bund zur Eroberung Englands schlossen. Tatsächlich lebte zu dieser Zeit im Bünder Land der Sachsenstamm der Engern. Dennoch ist es eher unwahrscheinlich, dass der Name der Stadt auf dieses Bündnis zurückzuführen ist. Vielmehr weist der Name Bünde vermutlich auf eine Anhöhe hin, die früher Buhn (wortverwandt mit Bühne) genannt wurde, woraus sich bis 1222 der Name Bünde entwickelte. Auch heute noch ist die im Vergleich zur Elseniederung erhöhte Lage des alten Stadtkerns um die Laurentiuskirche deutlich erkennbar.
Am 22. Mai 853 wurde Bünde erstmals als Buginithi in einer Schenkungsurkunde erwähnt. Darin bestätigt König Ludwig der Deutsche, dass sein Vater Ludwig der Fromme die im Bistum Osnabrück gelegene Kirche zu Bünde dem Stift zu Herford geschenkt habe. Das Schriftstück selbst existiert nicht mehr. Vorhanden ist noch eine Abschrift aus dem 11. Jahrhundert. Damit gehört Bünde zu den ältesten Siedlungen des fruchtbaren Ravensberger Landes. Bereits im Mittelalter gewann Bünde dank seiner zentralen Lage eine gewisse Bedeutung. Kirche, Markt und Gerichtsbarkeit zogen neben Bauernhöfen auch Händler und Handwerker sowie Tagelöhner und Kötter an. Im 11. Jahrhundert entstand das Kirchspiel Bünde aus dem Dorf und 15 Bauerschaften. Im Jahre 1152 wurden die Edelherren von Blankena, die die Landeshoheit über die Umgebung ausübten, erstmals urkundlich erwähnt. Ihre heute nicht mehr erhaltene Burg, das Castrum Blankena, wird westlich von Bünde-Mitte vermutet. Nach 1280 verliert sich die Spur dieses Adelsgeschlechts.
Das heutige Stadtgebiet gehörte seit 1530 zur Grafschaft Ravensberg, mit Ausnahme der Stadtteile Spradow und Dünne, die zum Fürstentum Minden bzw. Hochstift Minden gehörten. Bünde war Sitz der Vogtei Bünde, die zum ravensbergischen Amt Limberg gehörte. Der Bischof von Osnabrück und die Lippischen Edelherren verloren die Gerichtshoheit. Die Stadt fiel über die Grafschaft Ravensberg 1614 an Brandenburg-Preußen. Der preußische König Friedrich Wilhelm I. verlieh dem Ort Bünde 1719 die Stadtrechte – zunächst jedoch nicht als Vollstadt, sondern als Titularstadt. Von 1807 bis 1813 war Bünde Sitz des Kantons Bünde, der von 1807 bis 1810 zum napoleonischen Satellitenstaat Königreich Westphalen und von 1811 bis 1813 zum Département de l’Ems-Supérieur (Ober-Ems-Departement) im Kaiserreich Frankreich gehörte. Während der Zugehörigkeit zu Frankreich war Bünde außerdem Sitz der Mairie (Bürgermeisterei) Bünde, die neben der Stadt auch Ahle, Dünne, Ennigloh, Holsen, Hunnebrock, Hüffen, Muckum, Spradow, Südlengern und Werfen umfasste.
Nach der napoleonischen Niederlage fiel Bünde 1813 zurück an Preußen und wurde zunächst dem Generalgouvernement zwischen Weser und Rhein unterstellt. Die Stadt kam 1815 zur neuen Provinz Westfalen und wurde 1816 Kreisstadt des neuen Kreises Bünde, der 1832 im Kreis Herford aufging. Im Rahmen der Einführung der Westfälischen Landgemeinde-Ordnung von 1841 wurde die Stadt 1843 Sitz des Amtes Bünde, dessen Umfang dem der Mairie Bünde von 1811 entsprach. Bünde wurde weiterhin nach der Landgemeindeordnung verwaltet, da die Einwohnerzahl noch nicht ausreichte, um die Städteordnung zu erhalten.
Bünde erhielt 1902 das volle Stadtrecht gemäß der Westfälischen Städteordnung von 1856 und schied dadurch aus dem Amt Bünde aus, das als Amt Ennigloh fortbestand.

### Flachsverarbeitung
In Bünde war vom 15. Jahrhundert bis in die 1830er Jahre die Flachsverarbeitung im Spinn- und Webergewerbe Haupt- und Nebentätigkeit vieler Bünder, vor allem der armen Heuerlinge und Kötter in den umliegenden Stadtteilen, die früher noch selbstständige Gemeinden bildeten. Die Landbevölkerung litt vor allem unter der Hofteilung, die dazu führte, dass sogar im fruchtbaren Ravensberger Land die Hofgröße nicht mehr ausreichte, ihre Familien zu ernähren. Mit Einführung der mechanischen Webstühle brach dieses oft in Heimarbeit ausgeübte Handwerk völlig zusammen. 1860 musste beispielsweise die erst 1853 gegründete Strohflechtereigesellschaft endgültig ihre Türen schließen. Viele Bünder emigrierten deswegen und wegen der Missernten in den Hungerjahren 1845–1848 nach Amerika. Von 1850 bis 1900 wanderten 1083 Bürger (teilweise auch illegal) aus.

### Industrialisierung und Tabakindustrie ab 1842
Der Bünder Raum als Teil der Kulturlandschaft des Ravensberger Landes wurde im 19. Jahrhundert intensiv von der Industrialisierung erfasst. Eine Besonderheit bedeutete in dieser Hinsicht seine Entwicklung zu einem Zentrum der deutschen Tabakindustrie, wodurch Bünde als Zigarrenstadt bekannt wurde. Um die Wende vom 19. zum 20. Jahrhundert hatten über 20 Zigarrenfabriken ihren Sitz in Bünde, und ein Großteil der in Deutschland vertriebenen Zigarren stammte aus der Zigarrenstadt. Andere Erwerbszweige, wie Druckereien, Kartonagen- und Zigarrenkistenhersteller, wuchsen mit der steten Aufwärtsentwicklung der Zigarrenindustrie. Den Grundstein dafür legte 1842 Georg Meyer in einem eigens dafür angekauften Gebäude in der Eschstraße 21. Die eigentliche Erfolgsgeschichte begann jedoch vor allem mit der Geschäftsidee Tönnies Wellensieks aus Muckum, der in Bremen das Zigarrenmachen gelernt, das „braune Gold“ eigenhändig nach Bünde transportiert hatte und dort 1843 in seinem Elternhaus in Ennigloh einen ersten eigenen Betrieb aufbaute. Bereits nach drei Jahren beschäftigte er acht Arbeiter und verlagerte seinen Betrieb in die Eschstraße. 1856 gründete Wellensiek zusammen mit August Steinmeister aus Meschede die Firma Steinmeister & Wellensiek. 1849 bestanden im Kreis Herford bereits 18 tabakverarbeitende Betriebe. Oft wurden die Zigarren (vor allem in der ländlichen Umgebung der Stadt) auch in Heimarbeit gerollt. Mit dem Bau der Eisenbahnstrecke Osnabrück-Löhne im Jahr 1855 gestaltete sich der Transport des Rohtabaks, der damals aus den Niederlanden kam, noch effizienter; deshalb wuchs die Zigarrenindustrie so rasant, dass 1862 bereits 3000 Menschen in Bünde beschäftigt waren und es in seiner Umgebung über 2000 Filialbetriebe gab. Im Jahre 1900 arbeiteten in 84 Betrieben bereits 3372 Mitarbeiter, obwohl die Stadt Bünde damals nur rund 4800 Einwohner hatte.
Erst mit der abklingenden Nachfrage nach Zigarren in den 1960er Jahren brach die Bünder Tabakindustrie zusammen, nicht zuletzt weil die hier ansässigen Fabrikanten nicht rechtzeitig mit der Herstellung der immer beliebter werdenden Zigaretten begonnen hatten. Ein weiterer Grund war, dass die Bünder Fabriken durch das Verbot von Wickelmaschinen während der NS-Zeit gegenüber der bereits uneinholbar hochindustrialisierten ausländischen Konkurrenz ins Hintertreffen geraten waren.

### Drittes Reich und Zweiter Weltkrieg
Nach der Machtergreifung erhielt die NSDAP bei der Reichstagswahl im März 1933 in Bünde 53 Prozent der Stimmen, im Amt Ennigloh, das damals selbstständig war, waren es 44,4 Prozent. Bei den folgenden Kommunalwahlen errangen die Nationalsozialisten die absolute Mehrheit, stellten infolgedessen im Stadtrat 10 der insgesamt 18 Mandate und besetzten wichtige Amtspositionen. Es gelang ihnen zwar nicht, den amtierenden Bürgermeister Moes abzulösen, sie konnten jedoch durch NSDAP-Beauftragte dessen politische Entscheidungen beeinflussen. Die jüdischen Einwohner Bündes wurden deportiert, sofern ihnen nicht rechtzeitig die Flucht gelungen war. Während des Zweiten Weltkriegs mussten Hunderte Italiener, Franzosen, Polen, Russen und andere Kriegsgefangene Zwangsarbeit in Bünder Betrieben leisten, z. B. bei der Firma Imperial.
1943 flogen die Alliierten Angriffe auf Bahnstrecken, denen auch Zivilisten zum Opfer fielen. Während der „Big Week“ griffen B-17-Bomber der USAAF am 22. Februar 1944 Bünde als Gelegenheitsziel („Target of opportunity“) an. Bei dem Luftangriff mit 32 Maschinen wurden 140 Spreng- und 160 Brandbomben abgeworfen. Am 2. April 1945 erreichten Teile der 5. US-Panzerdivision den Landkreis Herford und beendeten auch in Bünde die nationalsozialistische Herrschaft. Einen Tag später, um 12 Uhr mittags, wurden die Stadt Bünde und das Amt Ennigloh den amerikanischen Truppen übergeben. In direkte Kampfhandlungen am Boden war Bünde nicht verwickelt, allerdings wurden über seinem Gebiet mehrfach britische Flugzeuge abgeschossen.

### Nach 1945
Noch im gleichen Jahr richteten die Briten in Bünde die Control Commission for Germany (CCG) für ihre Besatzungszone ein. Von 1957 bis 1991 befand sich hier auch die sowjetische Militärmission in der Engelstraße. Auf einem hermetisch abgeriegelten Gelände lebten sowjetische Soldaten, teilweise mit ihren Familien. Ihre Aufgabe bestand in der Beschaffung militärischer Informationen. Aufgrund ihres diplomatischen Status konnten sie dieser Aufgabe innerhalb der britischen Zone risikolos und relativ unbehindert nachgehen. Anschließend wohnen dort bis 2015 Soldaten der 1. Panzerdivision der Britischen Streitkräfte in Deutschland mit Sitz in Herford.
Die alte Stadt Bünde (Bünde-Mitte) wurde durch die Gebietsreform am 1. Januar 1969 mit dem Amt Ennigloh und einem Teil des Amtes Herford-Hiddenhausen zur heutigen Stadt vereinigt. Die ehemals selbstständigen Gemeinden in den Ämtern verloren dadurch ihre Unabhängigkeit. Seitdem gab es keine weiteren Eingemeindungen.

### Einwohnerentwicklung

Bevölkerungsentwicklung in Bünde von 1843 bis 2017 nach nebenstehender Tabelle

Die folgende Übersicht zeigt die Einwohnerzahlen nach dem jeweiligen Gebietsstand, d. h. früher für die Gemeinden des Amtes Ennigloh plus die Einwohner der Kernstadt Bünde (beachte auch Fußnoten am Tabellenende).
| Jahr   | Einwohner |
| ------ | --------- |
| 1843 1 | 08.379    |
| 1852 1 | 08.931    |
| 1858 1 | 08.786    |
| 1864 1 | 09.998    |
| 1867 1 | 10.219    |
| 1871 1 | 10.581    |
| 1925 2 | 25.002    |
| 1933 2 | 27.938    |
| 1939 2 | 28.897    |
| 1946 2 | 34.678    |
| 1950 2 | 38.524    |
| 1969 3 | 40.802    |
| 1974 4 | 40.741    |

| Jahr   | Einwohner |
| ------ | --------- |
| 1975 4 | 40.007    |
| 1980 4 | 40.058    |
| 1985 4 | 38.593    |
| 1990 4 | 40.524    |
| 1995 4 | 43.186    |
| 2000 4 | 44.582    |
| 2005 4 | 45.114    |
| 2010 4 | 44.786    |
| 2012 4 | 45.189    |
| 2013 4 | 45.189    |
| 2016 4 | 45.639    |
| 2017 4 | 45.712    |
| 2022 4 | 46.030    |

## Religionen

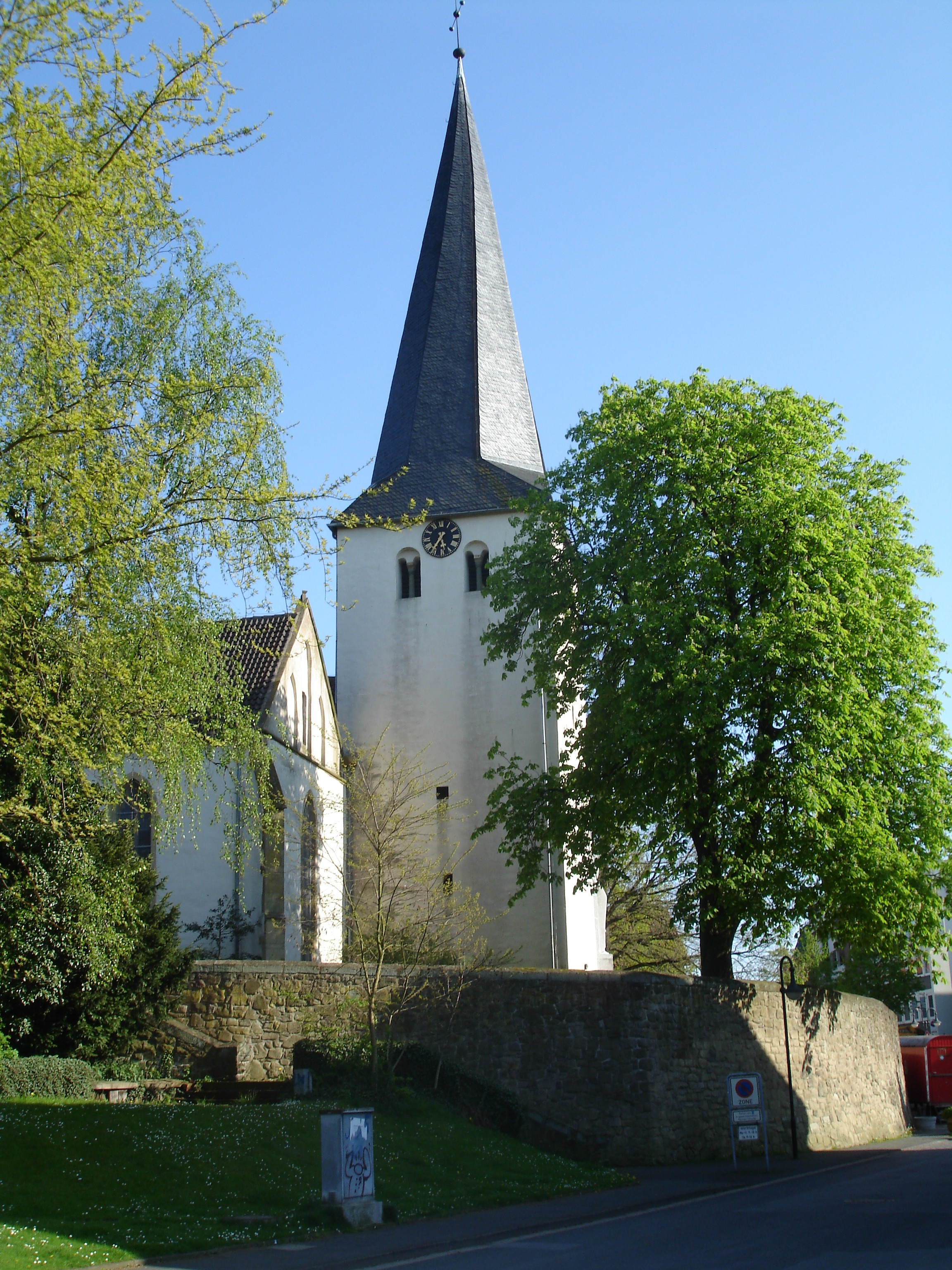
St. Laurentius

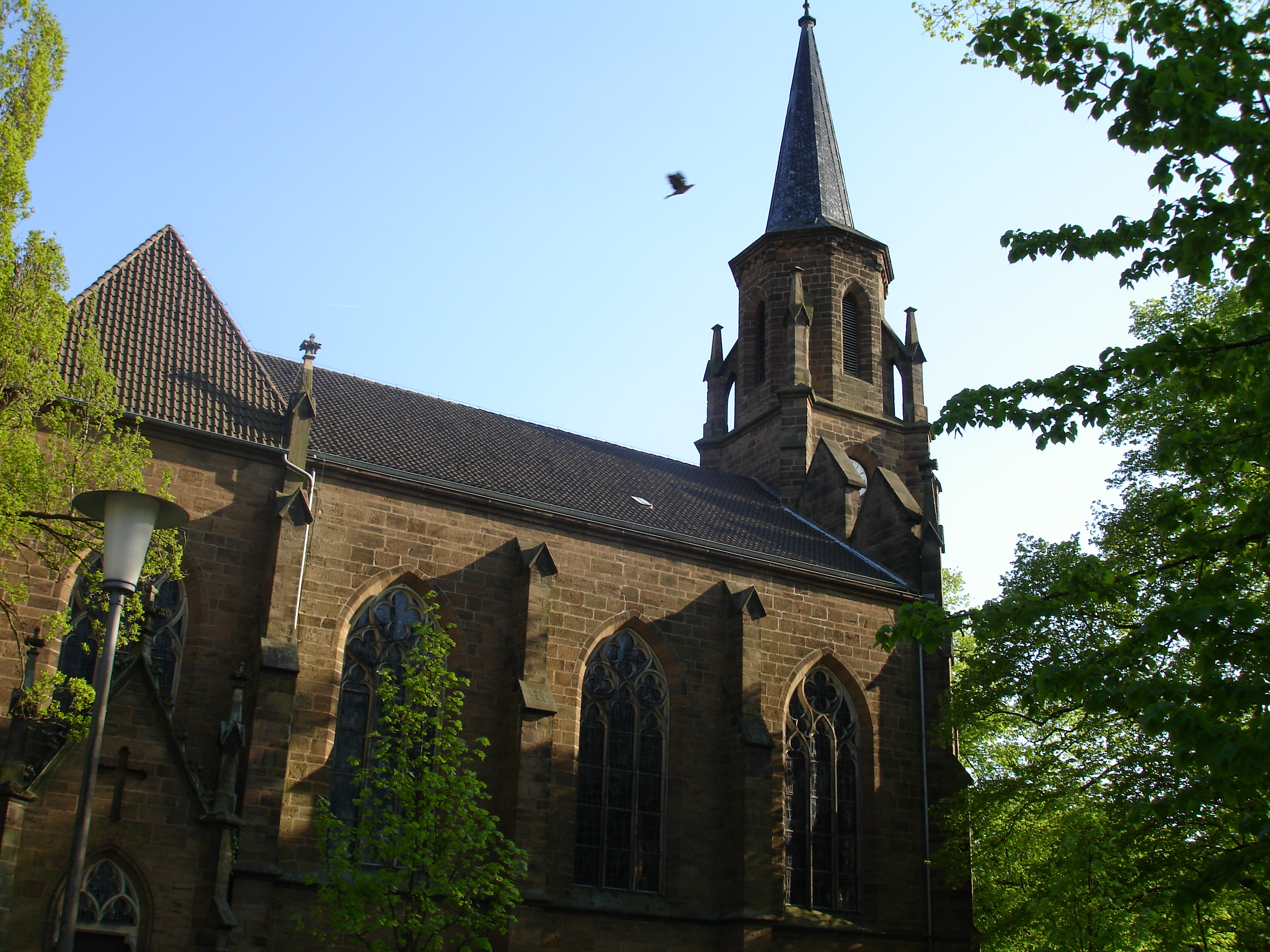
Pauluskirche (Nordseite)

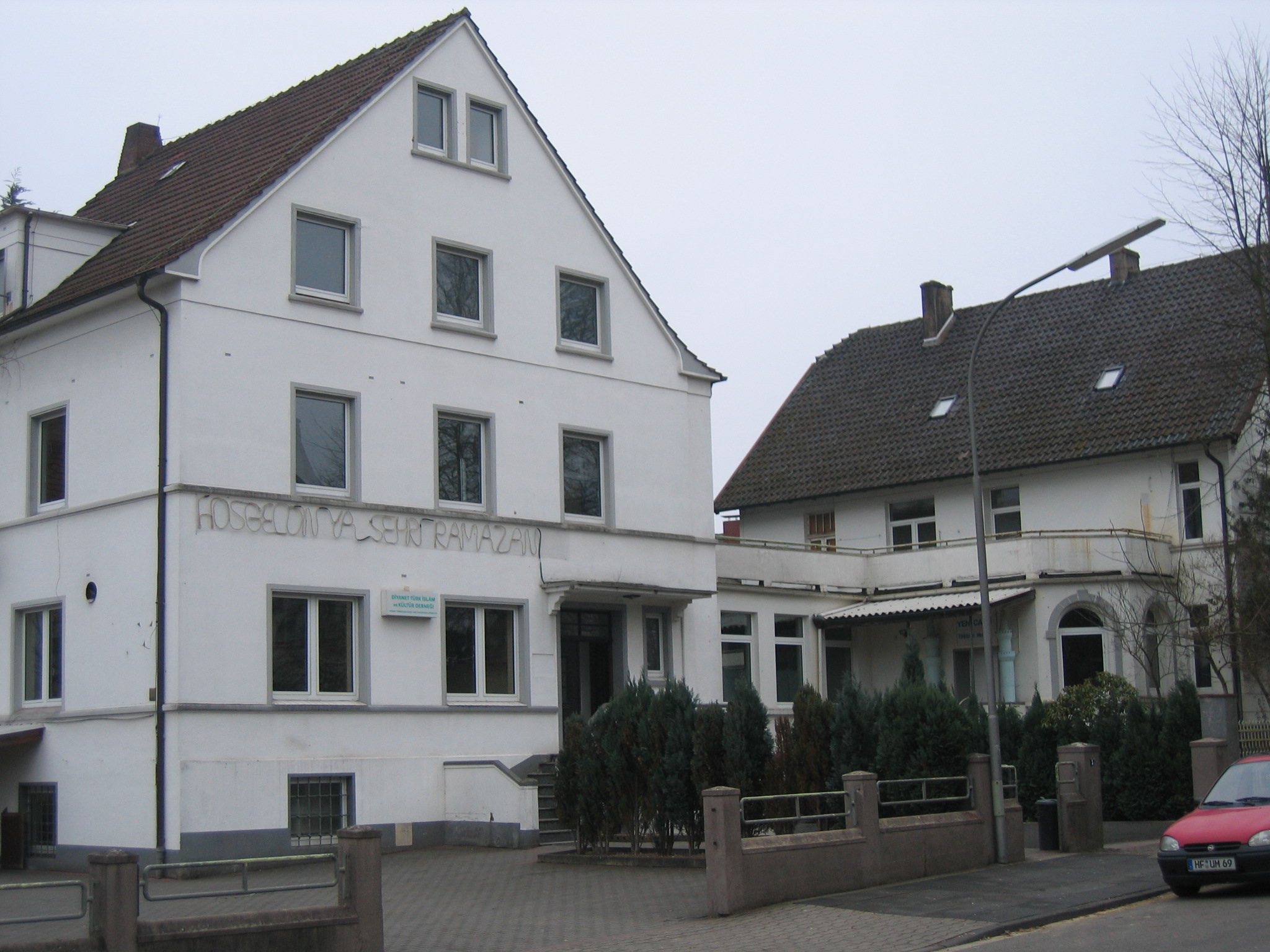
Moschee Bünde

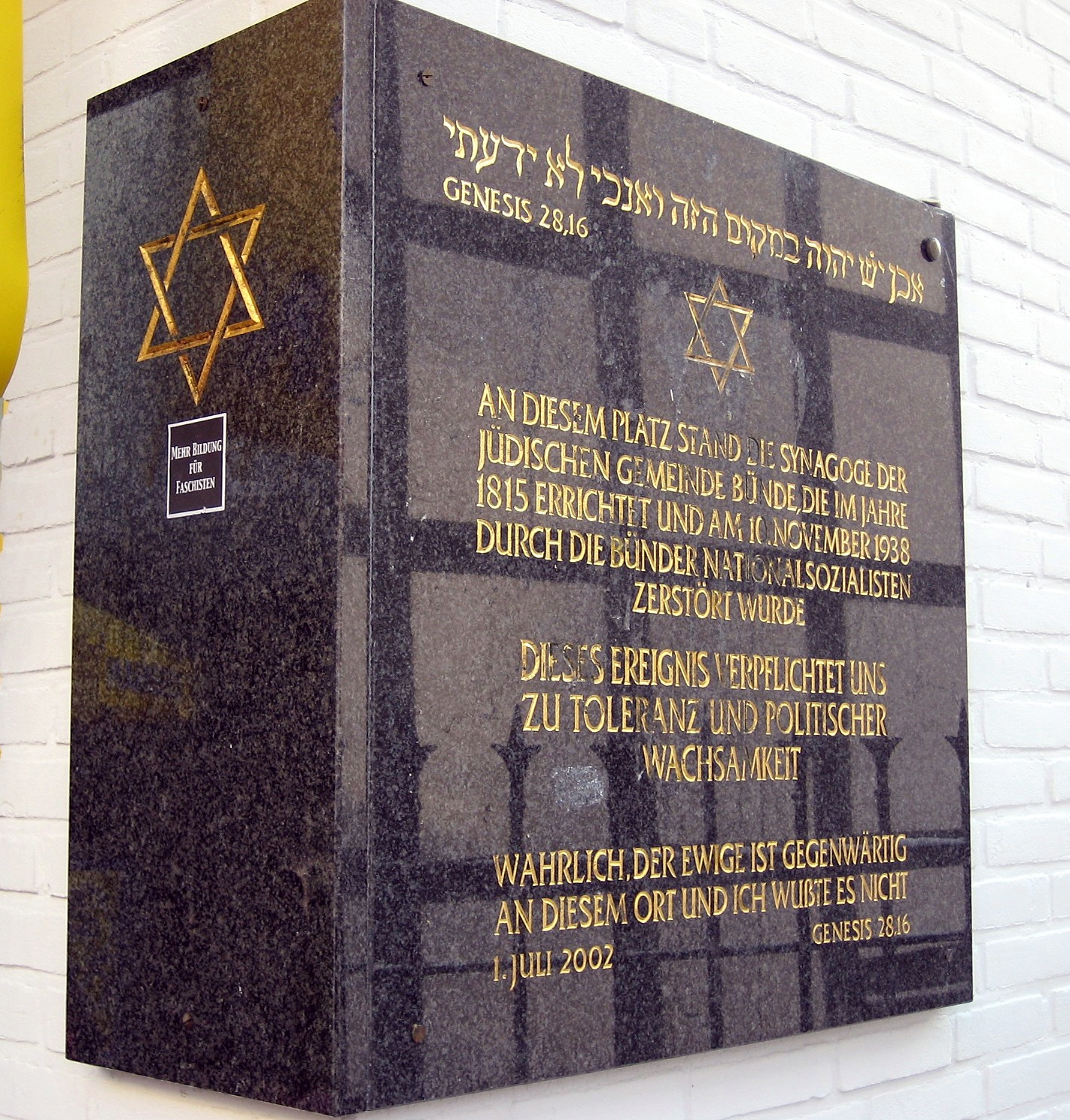
Gedenktafel für die Synagoge

### Übersicht
Die meisten Bewohner im Bünder Land sind evangelisch. Daneben gibt es jedoch weitere Kirchen und Religionsgemeinschaften. Eine genaue Statistik wird nicht erhoben oder publiziert. Anhaltspunkt kann jedoch die Religionszugehörigkeit der Bünder Schüler sein. Demnach waren rund 68 Prozent von ihnen im Schuljahr 2002/2003 evangelisch, 10 Prozent katholisch und 7,3 Prozent muslimisch. Die restlichen Schüler waren Anhänger anderer Konfessionen oder konfessionslos.

### Evangelische Gemeinden
Es gibt in Bünde fünf (vor 2007 sieben) evangelisch-lutherische Kirchengemeinden mit eigenen Kirchen, besonders erwähnenswert darunter die zwei evangelischen Kirchen im historischen Zentrum Bündes, die Laurentiuskirche und die Pauluskirche. Kirchengemeinden gibt es in den Stadtteilen Dünne, Ennigloh, Holsen-Ahle, Hunnebrock-Hüffen-Werfen und Spradow, Südlengern (Bezirk Heide) und Bünde-Mitte. Südlengern und Bünde fusionierten Ende 2007 zur Lydia-Kirchengemeinde Bünde. Ende 2009 fusionierten Ennigloh und Holsen-Ahle zur Philippus-Kirchengemeinde.
Eng verbunden mit den meisten evangelischen Gemeinden sind die Ortsvereine des CVJM, der in Bünde-Mitte, Ennigloh, Muckum, Holsen-Ahle, Dünne und Hunnebrock-Hüffen-Werfen Jungschar- und andere Jugendarbeit anbietet. Zum Gebiet des CVJM-Kreisverbands Bünde gehören auch die Ortsvereine auf dem Gemeindegebiet von Kirchlengern und Rödinghausen.
Außerdem gibt es eine Evangelische Stadtmission, eine Evangelisch-Freikirchliche Gemeinde (Baptisten), eine Freie evangelische Gemeinde (FeG) und eine Mennonitengemeinde im Stadtteil Ennigloh.

### Katholische Gemeinde
Die Katholiken in Bünde hatten im Jahre 1864 zum ersten Mal seit der Reformation wieder die Möglichkeit, eine Heilige Messe zu feiern. Nach dem Zweiten Weltkrieg erhöhte sich die Zahl der Gemeindemitglieder sprunghaft durch den Zuzug Vertriebener (z. B. aus dem überwiegend katholischen Schlesien).
Die Katholiken der Kirchengemeinde St. Josef in Bünde-Mitte gehören zum Dekanat Herford-Minden im Erzbistum Paderborn.
In der Kirchengemeinde St. Michael in Bünde-Holsen war der Paderborner Weihbischof Matthias König als Gemeindeseelsorger und Pfarrer tätig.

### Weitere christliche Gemeinschaften und aus dem Christentum hervorgegangene Sondergemeinschaften
Es gibt drei Gemeinden der Zeugen Jehovas in Bünde, die gemeinsam den Gemeindesaal („Königreichssaal“) im Ortsteil Dünne nutzen, eine neuapostolische Kirche, die zum Bezirk Osnabrück gehört und eine Gemeinde Gottes in Ahle.

### Muslimische Gemeinde
Im Stadtteil Ennigloh (Amtshausstraße) gibt es eine Moschee, die sich in einem früher anderweitig genutzten Gebäude befindet. Betrieben wird die Moschee vom Verein Türkischer Arbeitnehmer, der zum Verband DITIB gehört. Außerdem gibt es eine alevitische Gemeinde, deren Sitz sich nach dem Umzug von Spradow nach Bünde-Mitte nunmehr im ersten Obergeschoss der City-Passage im Stadtzentrum befindet. Die alevitische Gemeinde in Bünde gehört dem Dachverband Alevitische Gemeinde Deutschland mit Sitz in Köln an.

### Ehemalige jüdische Gemeinde
Im Jahre 1814 bildete sich in Bünde eine jüdische Gemeinde, die anfangs nur aus fünf Familien bestand. 1815 wurde eine Synagoge errichtet, 1856 der Synagogenbezirk Bünde gegründet. Zwischen 1933 und 1939 sank die Zahl der Mitglieder von 66 auf 28. Die verbliebenen Gemeindemitglieder wurden im Zweiten Weltkrieg deportiert oder mussten fliehen. Die Gemeinde existiert nicht mehr. An sie wird durch eine Gedenktafel in der Eschstraße erinnert. Außerdem markieren Stolpersteine den ehemaligen Wohnort deportierter oder vertriebener jüdischer Bürger.

## Politik
Bünde hat den Status einer mittleren kreisangehörigen Stadt. Sie gehört zum Kreis Herford. Kreisstadt ist Herford. Seit 1999 wählen die Bürger den Bürgermeister in einer Direktwahl. Weiteres zu wählendes Organ ist der Stadtrat, der im Rathaus im Stadtteil Mitte zusammentritt.

### Abgeordnete
Angela Lück (SPD) vertritt die Stadt Bünde im Landtag Nordrhein-Westfalen.
Stefan Schwartze (SPD) vertritt die Stadt im Deutschen Bundestag.

### Stadtrat

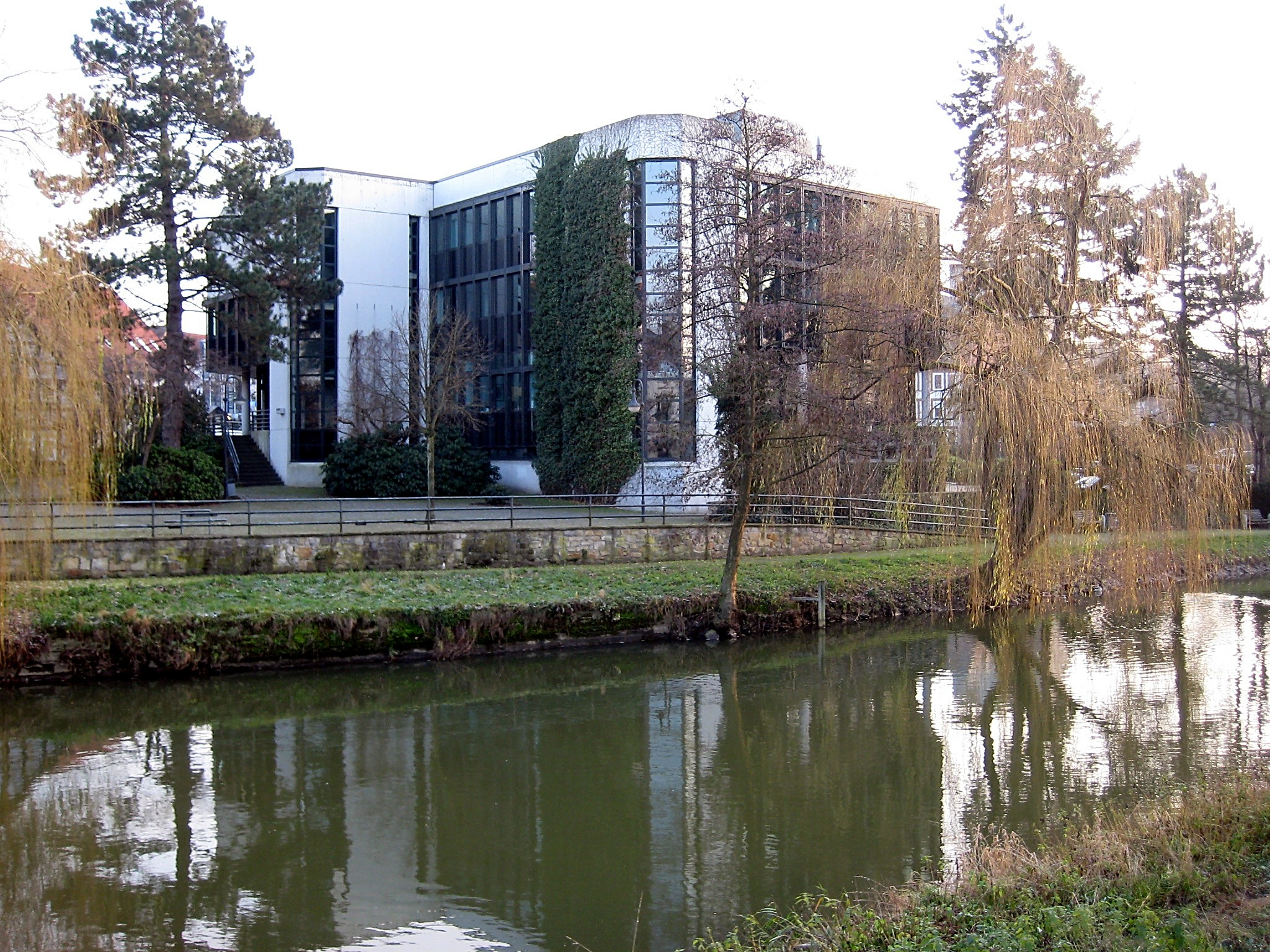
Rathaus an der Else

Der Rat der Stadt Bünde besteht zurzeit aus 48 Mitgliedern. Hinzu kommt der Bürgermeister als Ratsvorsitzender. Die folgende Tabelle zeigt die Zusammensetzung des Rates und die Kommunalwahlergebnisse seit 1975:
| Rat der Stadt Bünde: Wähleranteil und Gemeinderäte seit 1975 | Rat der Stadt Bünde: Wähleranteil und Gemeinderäte seit 1975 | Rat der Stadt Bünde: Wähleranteil und Gemeinderäte seit 1975 | Rat der Stadt Bünde: Wähleranteil und Gemeinderäte seit 1975 | Rat der Stadt Bünde: Wähleranteil und Gemeinderäte seit 1975 | Rat der Stadt Bünde: Wähleranteil und Gemeinderäte seit 1975 | Rat der Stadt Bünde: Wähleranteil und Gemeinderäte seit 1975 | Rat der Stadt Bünde: Wähleranteil und Gemeinderäte seit 1975 | Rat der Stadt Bünde: Wähleranteil und Gemeinderäte seit 1975 | Rat der Stadt Bünde: Wähleranteil und Gemeinderäte seit 1975 | Rat der Stadt Bünde: Wähleranteil und Gemeinderäte seit 1975 | Rat der Stadt Bünde: Wähleranteil und Gemeinderäte seit 1975 | Rat der Stadt Bünde: Wähleranteil und Gemeinderäte seit 1975 | Rat der Stadt Bünde: Wähleranteil und Gemeinderäte seit 1975 | Rat der Stadt Bünde: Wähleranteil und Gemeinderäte seit 1975 | Rat der Stadt Bünde: Wähleranteil und Gemeinderäte seit 1975 | Rat der Stadt Bünde: Wähleranteil und Gemeinderäte seit 1975 | Rat der Stadt Bünde: Wähleranteil und Gemeinderäte seit 1975 | Rat der Stadt Bünde: Wähleranteil und Gemeinderäte seit 1975 | Rat der Stadt Bünde: Wähleranteil und Gemeinderäte seit 1975 | Rat der Stadt Bünde: Wähleranteil und Gemeinderäte seit 1975 | Rat der Stadt Bünde: Wähleranteil und Gemeinderäte seit 1975 |
| --- | ------------------------------------------------------------ | ------------------------------------------------------------ | ------------------------------------------------------------ | ------------------------------------------------------------ | ------------------------------------------------------------ | ------------------------------------------------------------ | ------------------------------------------------------------ | ------------------------------------------------------------ | ------------------------------------------------------------ | ------------------------------------------------------------ | ------------------------------------------------------------ | ------------------------------------------------------------ | ------------------------------------------------------------ | ------------------------------------------------------------ | ------------------------------------------------------------ | ------------------------------------------------------------ | ------------------------------------------------------------ | ------------------------------------------------------------ | ------------------------------------------------------------ | ------------------------------------------------------------ | ------------------------------------------------------------ |
| | CDU                                                          | CDU                                                          | SPD                                                          | SPD                                                          | Bündnis 90/Die Grünen                                        | Bündnis 90/Die Grünen                                        | FDP                                                          | FDP                                                          | Die Linke                                                    | Die Linke                                                    | 1                                                            | 1                                                            | AfD                                                          | AfD                                                          | AL 2                                                         | AL 2                                                         | BUB 3                                                        | BUB 3                                                        | Gesamt                                                       | Gesamt                                                       | Wahl- beteiligung                                            |
| Wahlperiode | %                                                            | Mandate                                                      | %                                                            | Mandate                                                      | %                                                            | Mandate                                                      | %                                                            | Mandate                                                      | %                                                            | Mandate                                                      | %                                                            | Mandate                                                      | %                                                            | Mandate                                                      | %                                                            | Mandate                                                      | %                                                            | Mandate                                                      | %                                                            | Gesamtanzahl der Sitze im Rat                                | %                                                            |
| 1975–1979 | 40,01                                                        | 18                                                           | 47,10                                                        | 21                                                           |                                                              |                                                              | 12,90                                                        | 6                                                            |                                                              |                                                              |                                                              |                                                              |                                                              |                                                              |                                                              |                                                              |                                                              |                                                              | 100                                                          | 45                                                           | 88,04                                                        |
| 1979–1984 | 36,15                                                        | 16                                                           | 47,81                                                        | 22                                                           | 9,53                                                         | 4                                                            | 6,51                                                         | 3                                                            | 100                                                          | 45                                                           | 76,37                                                        |                                                              |                                                              |                                                              |                                                              |                                                              |                                                              |                                                              |                                                              |                                                              |                                                              |
| 1984–1989 | 33,12                                                        | 16                                                           | 48,25                                                        | 23                                                           | 7,45                                                         | 3                                                            | 6,27                                                         | 3                                                            | 4,91                                                         | 0                                                            | 100                                                          | 45                                                           | 69,74                                                        |                                                              |                                                              |                                                              |                                                              |                                                              |                                                              |                                                              |                                                              |
| 1989–1994 | 34,06                                                        | 16                                                           | 48,91                                                        | 22                                                           | 9,12                                                         | 4                                                            | 7,91                                                         | 3                                                            |                                                              |                                                              | 100                                                          | 45                                                           | 66,01                                                        |                                                              |                                                              |                                                              |                                                              |                                                              |                                                              |                                                              |                                                              |
| 1994–1999 | 39,25                                                        | 19                                                           | 45,70                                                        | 22                                                           | 9,00                                                         | 4                                                            | 4,50                                                         | 0                                                            | 1,55                                                         | 0                                                            | 100                                                          | 45                                                           | 82,23                                                        |                                                              |                                                              |                                                              |                                                              |                                                              |                                                              |                                                              |                                                              |
| 1999–2004 | 46,74                                                        | 21                                                           | 39,89                                                        | 17                                                           | 5,92                                                         | 3                                                            | 7,45                                                         | 3                                                            |                                                              |                                                              | 100                                                          | 44                                                           | 56,37                                                        |                                                              |                                                              |                                                              |                                                              |                                                              |                                                              |                                                              |                                                              |
| 2004–2009 | 42,54                                                        | 19                                                           | 35,45                                                        | 15                                                           | 8,67                                                         | 4                                                            | 6,89                                                         | 3                                                            | 6,45                                                         | 3                                                            | 100                                                          | 44                                                           | 53,04                                                        |                                                              |                                                              |                                                              |                                                              |                                                              |                                                              |                                                              |                                                              |
| 2009–2014 | 34,97                                                        | 15                                                           | 32,26                                                        | 14                                                           | 13,69                                                        | 6                                                            | 10,51                                                        | 5                                                            | 4,01                                                         | 2                                                            | 5,56                                                         | 2                                                            | 100                                                          | 44                                                           | 50,66                                                        |                                                              |                                                              |                                                              |                                                              |                                                              |                                                              |
| 2014–2020 | 38,30                                                        | 15                                                           | 37,80                                                        | 15                                                           | 12,40                                                        | 5                                                            | 5,00                                                         | 2                                                            |                                                              |                                                              | 6,50                                                         | 3                                                            | 100                                                          | 40                                                           | 49,90                                                        |                                                              |                                                              |                                                              |                                                              |                                                              |                                                              |
| 2020– | 31,32                                                        | 15                                                           | 29,73                                                        | 14                                                           | 17,60                                                        | 9                                                            | 4,69                                                         | 2                                                            | 3,57                                                         | 2                                                            | 6,36                                                         | 3                                                            | 6,08                                                         | 3                                                            | 100 4                                                        | 48                                                           | 53,23                                                        |                                                              |                                                              |                                                              |                                                              |
| Prozentanteile gerundet. Quellen: Landesdatenbank NRW; Landesbetrieb Information und Technik NRW; Kommunales Rechenzentrum Minden-Ravensberg/Lippe 1Unabhängige Wählergemeinschaft Bünde; 2Alternative Liste; 3Bürger Union Bünde; 4weiterhin enthalten: PARTEI: 0,32 %, Einzelbewerber: 0,32 % |                                                              |                                                              |                                                              |                                                              |                                                              |                                                              |                                                              |                                                              |                                                              |                                                              |                                                              |                                                              |                                                              |                                                              |                                                              |                                                              |                                                              |                                                              |                                                              |                                                              |                                                              |

### Bürgermeister
Von 1999 bis 2009 war Anett Kleine-Döpke-Güse (CDU) Bürgermeisterin der Stadt Bünde. Sie wurde 1999 mit 51,2 Prozent der Stimmen im zweiten Wahlgang gewählt und 2004 mit 54,2 Prozent im ersten Wahlgang wiedergewählt. Bei der Bürgermeisterwahl am 30. August 2009 verzichtete Kleine-Döpke-Güse auf eine erneute Kandidatur und Wolfgang Koch (CDU) wurde mit 34,71 Prozent der Stimmen zum neuen Bürgermeister gewählt. Er nahm die Amtsgeschäfte im Oktober 2009 auf und wurde bei der Bürgermeisterwahl 2014 mit 52,5 % wiedergewählt. Dabei musste er in die Stichwahl.
Zur Bürgermeisterin gewählt wurde 2020 Susanne Rutenkröger (SPD) in einer Stichwahl, bei der sie 54,91 Prozent der Stimmen erhielt. Sie ist die Tochter von Siegfried Hagemann, der von 1990 bis 1997 Bürgermeister von Bünde war.
Die bisherigen Bürgermeister Bündes seit 1969 waren:
| Bürgermeister           | Partei | Amtszeit                            | Bemerkungen                        |
| ----------------------- | ------ | ----------------------------------- | ---------------------------------- |
| Werner Herbrechtsmeier  |        | bis 1969 bzw. bis zur Gebietsreform | ehrenamtlich                       |
| Siegfried Moning        | SPD    | 1969–1975                           | ehrenamtlich                       |
| Wolfgang Fuchs          | CDU    | 1975–1979                           | ehrenamtlich                       |
| Herbert Voss            | SPD    | 1979–1990                           | ehrenamtlich                       |
| Siegfried Hagemann      | SPD    | 1990–1997                           | ehrenamtlich                       |
| Gerhard Thees           | SPD    | 1997–1999                           | hauptamtlich, zuvor Stadtdirektor. |
| Anett Kleine-Döpke-Güse | CDU    | 1999–2009                           | hauptamtlich                       |
| Wolfgang Koch           | CDU    | 2009–2020                           | hauptamtlich                       |
| Susanne Rutenkröger     | SPD    | seit November 2020                  | hauptamtlich                       |

### Städtepartnerschaften
- Leisnig, Landkreis Mittelsachsen, Sachsen.
Die Partnerschaft zur sächsischen Stadt Leisnig mit rund 9.000 Einwohnern besteht seit 1990. Während der schweren Hochwasser in Ostdeutschland 2002 unterstützte die Stadt Bünde ihre Partnerstadt durch Spenden und die Entsendung von Katastrophenschutzhelfern.
- Jakobstad/Pietarsaari, Finnland.
Die finnische Stadt Jakobstad (finnisch: Pietarsaari) ist seit 1968 Partnerstadt. Seitdem haben viele Schüler der beiden Städte ihre jeweilige Partnerstadt per Schüleraustausch kennengelernt. Auch in Jakobstad war die Tabakindustrie zu früheren Zeiten dominierend. Dort leben gegenwärtig über 20.000 Einwohner.

### Wappen, Flagge und Banner
| Banner, Wappen und Hissflagge |  |
|                               |  |
|                               |  |

Das Stadtwappen zeigt zwei sich die Hände reichende Ritter unter Waffen und in voller Rüstung auf rotem Grund. In der Genehmigungsurkunde bzw. der Wappenbestätigungsurkunde des Regierungspräsidenten in Detmold vom 28. April 1972 lautet die Blasonierung: „In Rot auf grünem Boden zwei silberne (weiße), einander zugekehrte Gewappnete, die sich die Hände reichen.“ Das Wappen datiert aus dem Jahr 1892 und wurde erstmals 1909 von den preußischen Behörden genehmigt. Das Motiv spielt auf die Sachsen Hengist und Horsa an, die der Sage nach im 5. Jahrhundert an dieser Stelle einen Bund zur Eroberung Englands schlossen. Das Gebiet um Bünde war tatsächlich im frühen Mittelalter von den sächsischen Engern besiedelt. Ob jedoch Hengist und Horsa, deren Existenz nicht eindeutig bewiesen ist, tatsächlich mit Bünde in Verbindung gebracht werden können, ist umstritten. Ausgehend vom Stadtnamen Bünde wurde etymologisch unrichtig (vgl. oben) gefolgert, das Wappen zeige das Schließen eines Bundes. Da auch der „Wittekindkreis“ Herford heraldisch die sächsischen Ahnen der Region betont, fügte sich die Wahl Hengist und Horsas als Wappenfiguren Bündes gut in die heraldische Tradition der Region (vgl. auch Westfalenpferd).
Gleichzeitig mit dem Wappen wurde 1972 auch eine Hissflagge und ein Banner verliehen. Diese sind von Grün, Weiß und Grün im Verhältnis 1:2:1 geteilt bzw. gespalten. Das Wappen liegt auf dem weißen Streifen; bei der Flagge zum Liek hin verschoben, beim Banner im oberen Drittel.
Siehe auch: Liste der Wappen im Kreis Herford und Liste der Flaggen im Kreis Herford

### Bürgerentscheide
Am 27. August 2006 wurde in Bünde erstmals ein Bürgerentscheid durchgeführt. Er befasste sich mit der Frage, ob die Fußgängerzone Eschstraße aufwändig saniert werden sollte. Während der Stadtrat dies befürwortete, um die Attraktivität Bündes als Einkaufsstadt zu erhalten, wandten sich die Initiatoren des Bürgerentscheids gegen eine befürchtete „Luxussanierung“. Bei der Abstimmung wurde das erforderliche Quorum nicht erreicht, sodass 2007 die Neugestaltung der Straße begonnen und 2008 abgeschlossen werden konnte.

## Bildung

### Schulen
Folgende allgemeinbildende Schulen gibt es in Bünde:
Gymnasien:
- Freiherr-vom-Stein-Gymnasium
- Gymnasium am Markt

Gesamtschulen:
- Erich Kästner-Gesamtschule Bünde (in städtischer Trägerschaft)
- Gesamtschule Das Forscherhaus (in privater Trägerschaft)

Grundschulen:
- Grundschule Bünde-Mitte
- Grundschule Bustedt
- Grundschule Dünne
- Grundschule Ennigloh
- Grundschule Holsen-Ahle
- Grundschule Hunnebrock
- Grundschule Spradow
- Grundschule Südlengerheide

Realschulen:
- Realschule Bünde-Mitte
- Realschule Bünde-Nord

sonstige Schulen:
- Stadt Bünde -Musikschule-
- Erich-Gutenberg-Berufskolleg (Berufsbildende Schule)
- Pestalozzi-Schule (Sonderschule)
- Volkshochschule im Kreis Herford

### Anmerkung zu den allgemeinbildenden Schulen
Bünde besitzt als Mittelzentrum mehrere weiterführende Schulen, die auch den Schülern der Nachbargemeinden dienen. Dazu zählen vor allem die zwei Gymnasien, das Gymnasium am Markt und das Freiherr-vom-Stein-Gymnasium, die ehemals das Mädchen- bzw. das Jungengymnasium waren. Weiterhin hat Bünde zehn Grundschulen, eine Förderschule, zwei Gesamtschulen (davon eine in privater Trägerschaft), zwei Realschulen (Bünde-Mitte und Bünde-Nord), eine Berufsbildende Schule (Erich-Gutenberg-Berufskolleg), eine Meisterschule (Gemeinnütziges Bildungszentrum für berufliche Weiterbildung) und eine Musikschule.
Das Schulzentrum Nord in Ennigloh fasst das Freiherr-vom-Stein-Gymnasium, die Realschule Nord und die Erich-Kästner-Gesamtschule räumlich zusammen. 2016 besuchten rund 6900 Schüler die Bünder allgemeinbildenden Schulen, davon 1624 die Grundschulen, 2118 die Gymnasien, 1192 die Realschulen und weitere 1585 die Gesamtschule. 1561 Schüler besuchten die Berufskollegs.

### Stadtbücherei

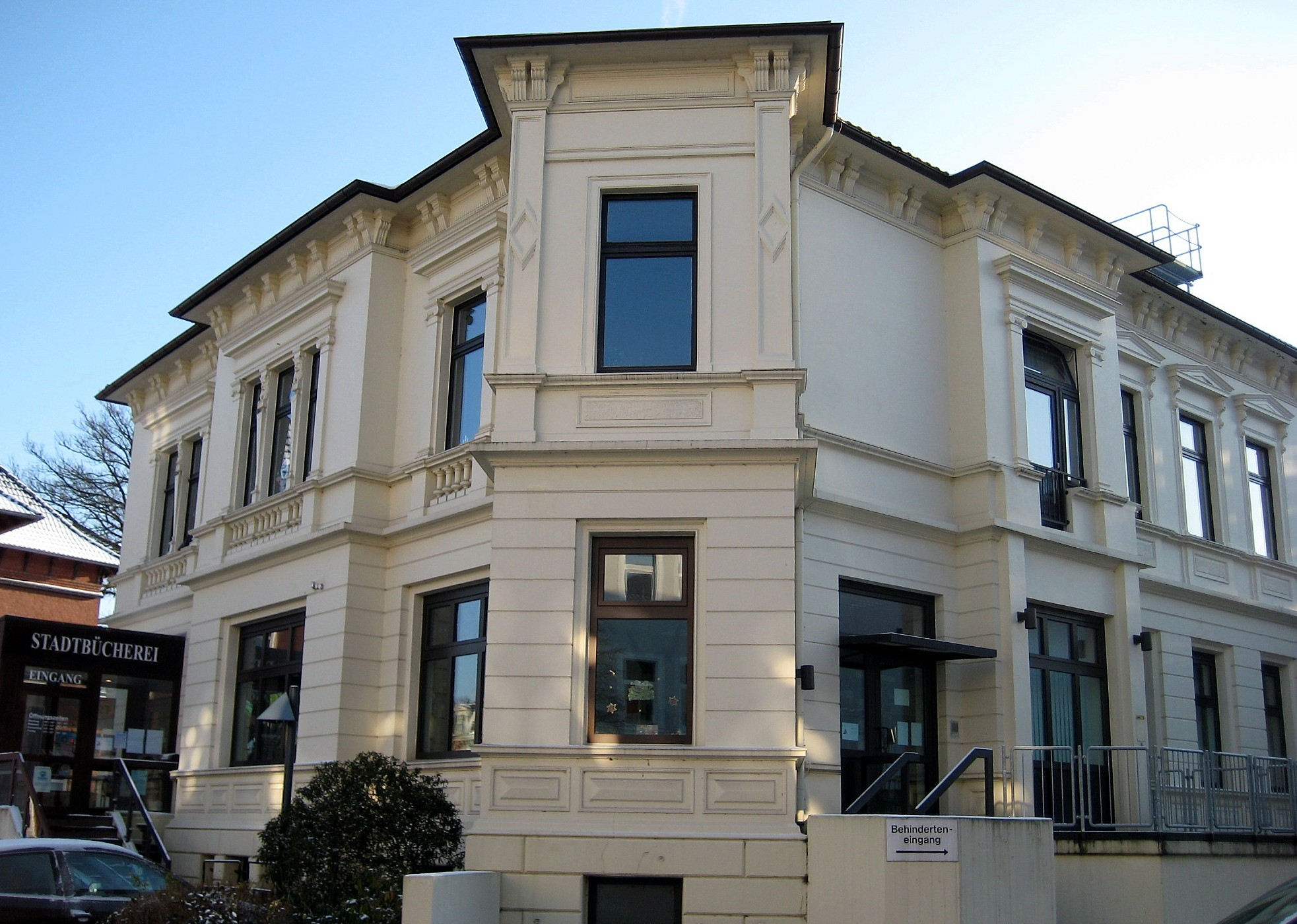
Stadtbücherei

Die Bünder Stadtbibliothek, die viele Jahre im Rahningschen Hof (s. o.) beheimatet war, ist inzwischen umgezogen und jetzt in der ehemaligen Zweigstelle der Bundeszentralbank untergebracht.

## Kultur

### Theater und Kino

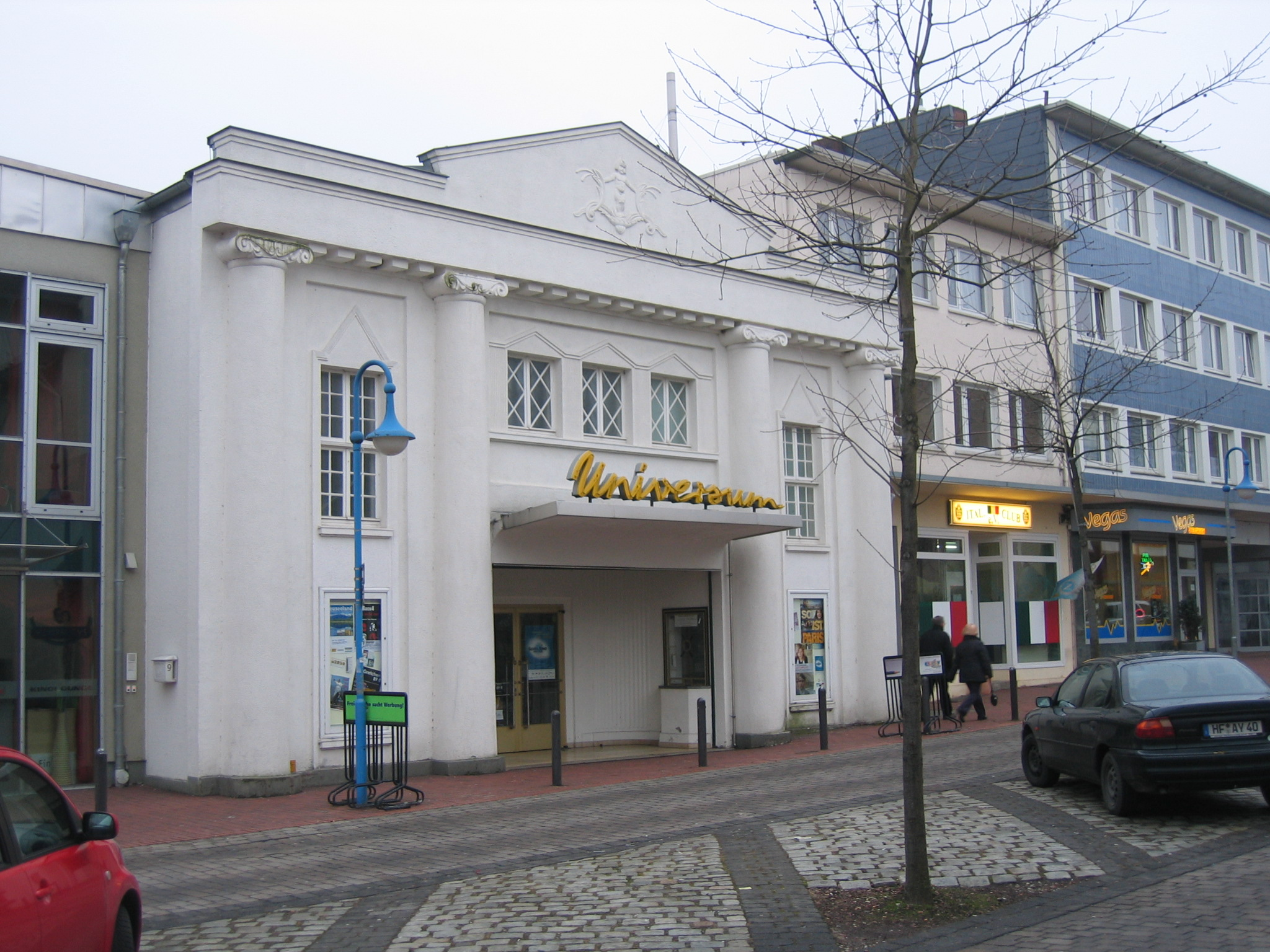
Das Universum

Bünde verfügt über kein eigenes Theaterensemble oder ein Theatergebäude im eigentlichen Sinn. Die Bünder Kulturangebote, u. a. das Theater- und Musikabonnement, finden (neben dem Universum, Kulturforum, Dammhaus etc.) in der Stadthalle (von den Bünder Bürgern Stadtgarten genannt) statt. Das Abo, von der StadtKultur GbR gestaltet, organisiert und durchgeführt, umfasst 10 Veranstaltungen pro Spielsaison aus den Sparten: Theater (Klassik, Krimi, Drama, Komödie, neues Theater etc.) klassische Konzerte, Musical, Show, Ballett, Tanztheater u. a. Die Kultursaison beginnt jeweils im Oktober und endet im Mai. Daneben bietet StadtKultur u. a. eine Kindertheater- sowie zurzeit eine A Cappella Reihe an. Mit Hilfe eines eigens für Bünde (und die Region) konzipierten und eingeführten Online-Vorverkaufssystem kann das Programm eingesehen und sind Karten für die einzelnen Veranstaltungen in z. Z. 15 Vorverkaufsstellen oder auch direkt von Zuhause aus zu erwerben.
Kleinkunst, Kabarett, Comedy, Konzerte, Kinderkinoprogramm (Fr. und So. ab 15:00 Uhr), Programmkino-Angebot (regelmäßig einmal im Monat an drei Tagen) und Projektarbeit, finden im Kultur- und Veranstaltungszentrum Universum statt, einem 1924 erbauten Lichtspielhaus im Stadtteil Bünde-Ennigloh. Es wurde nach längerem Leerstand – Ende der neunziger Jahre war der Abriss des historischen Gebäudes vorgesehen – durch starkes Engagement einer Bürgerinitiative vor der Abrissbirne gerettet, konnte inzwischen aufwendig renoviert werden und nahm 2001 den Spielbetrieb als Veranstaltungszentrum und Kino unter Obhut eines Fördervereins (für Organisation und Durchführung: Gründung einer Betriebsgesellschaft) wieder auf. Seitdem finden in Kooperation mit der StadtKultur GbR etwa 90 Live-Kulturveranstaltungen im Universum und im Stadtgarten in Eigenregie statt.
Ein reines Kinoprogramm zeigen die Bünder Lichtspiele (Büli) in zwei Sälen.

### Museen

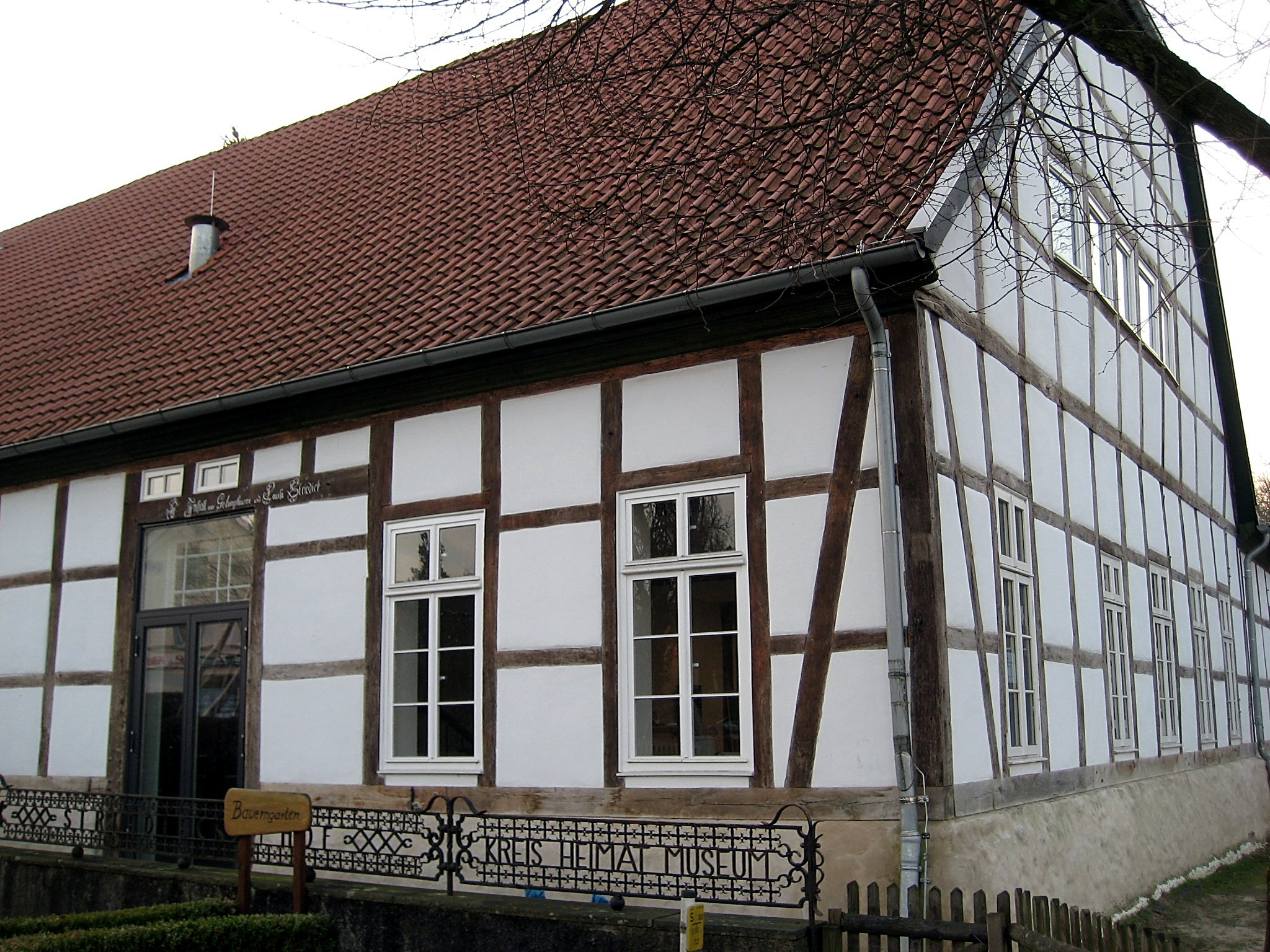
Kreisheimatmuseum

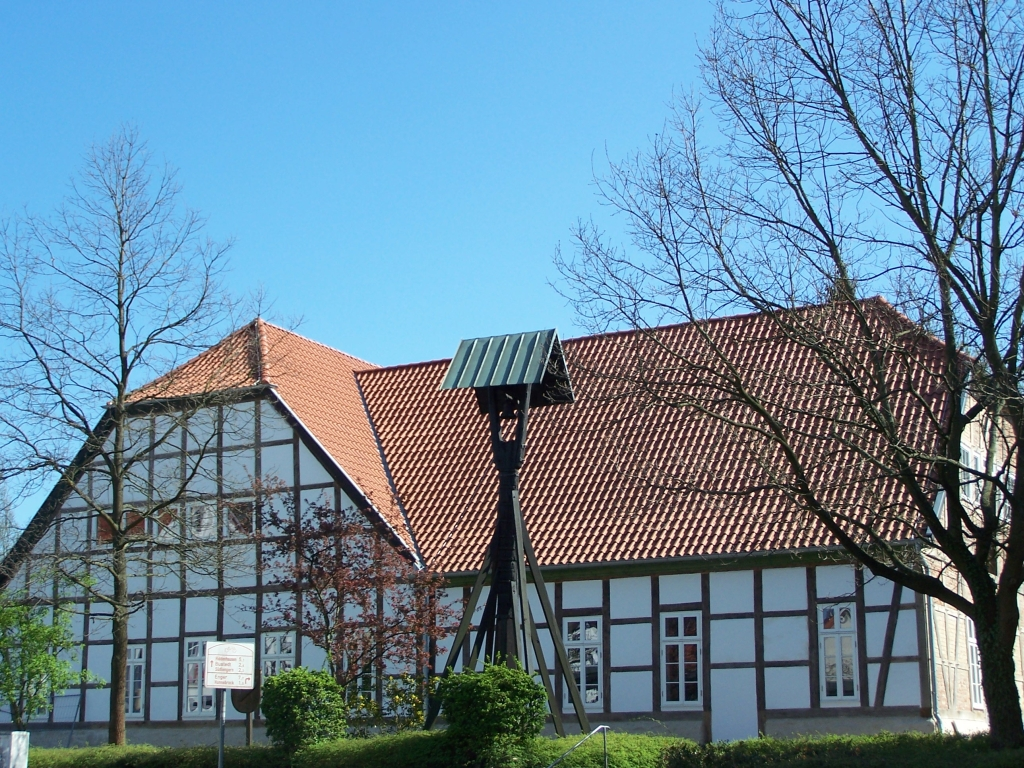
Deutsches Tabak- und Zigarrenmuseum

Das Museum Bünde liegt zentral auf der sog. Museumsinsel an der Fünfhausenstraße. Es umfasst den Striedieckschen Hof, den Spieker und das Dammhaus, die zu den ältesten Gebäuden Bündes zählen, sowie einen Neubau für die geologische Abteilung.
Das Museum gliedert sich in insgesamt drei Bereiche: Das Deutsche Tabak- und Zigarrenmuseum informiert seit 1937 anschaulich über die einzigartige Geschichte der Tabakverarbeitung im Raum Bünde. Es können u. a. historische Tabakspfeifen aus aller Welt, die größte rauchbare Pfeife der Welt mit einer Länge von über 3,5 Metern sowie die größte rauchbare, über 1 Meter lange Zigarre besichtigt werden. Gleich nachdem Gerhard Schröder 1990 sein Amt als Ministerpräsident von Niedersachsen angetreten hatte, schickte er deshalb dem Deutschen Tabakmuseum eine Autogrammkarte und eine Cohiba.
Im Dobergmuseum – Geologisches Museum Ostwestfalen-Lippe befinden sich zahlreiche Fossilienfunde aus dem nahen Doberg (s. o. unter „Geologie“), aber auch Fossilien aus der näheren und weiteren Umgebung von Bünde, insbesondere aus dem Wiehengebirge und der Herforder Liasmulde.
Das Kreisheimatmuseum gewährt mit einer großen Bauernmöbelausstellung Einblicke in ländliches Arbeits- und Alltagsleben, das eng mit der Flachsverarbeitung verbunden war.

### Kunst

#### Musik

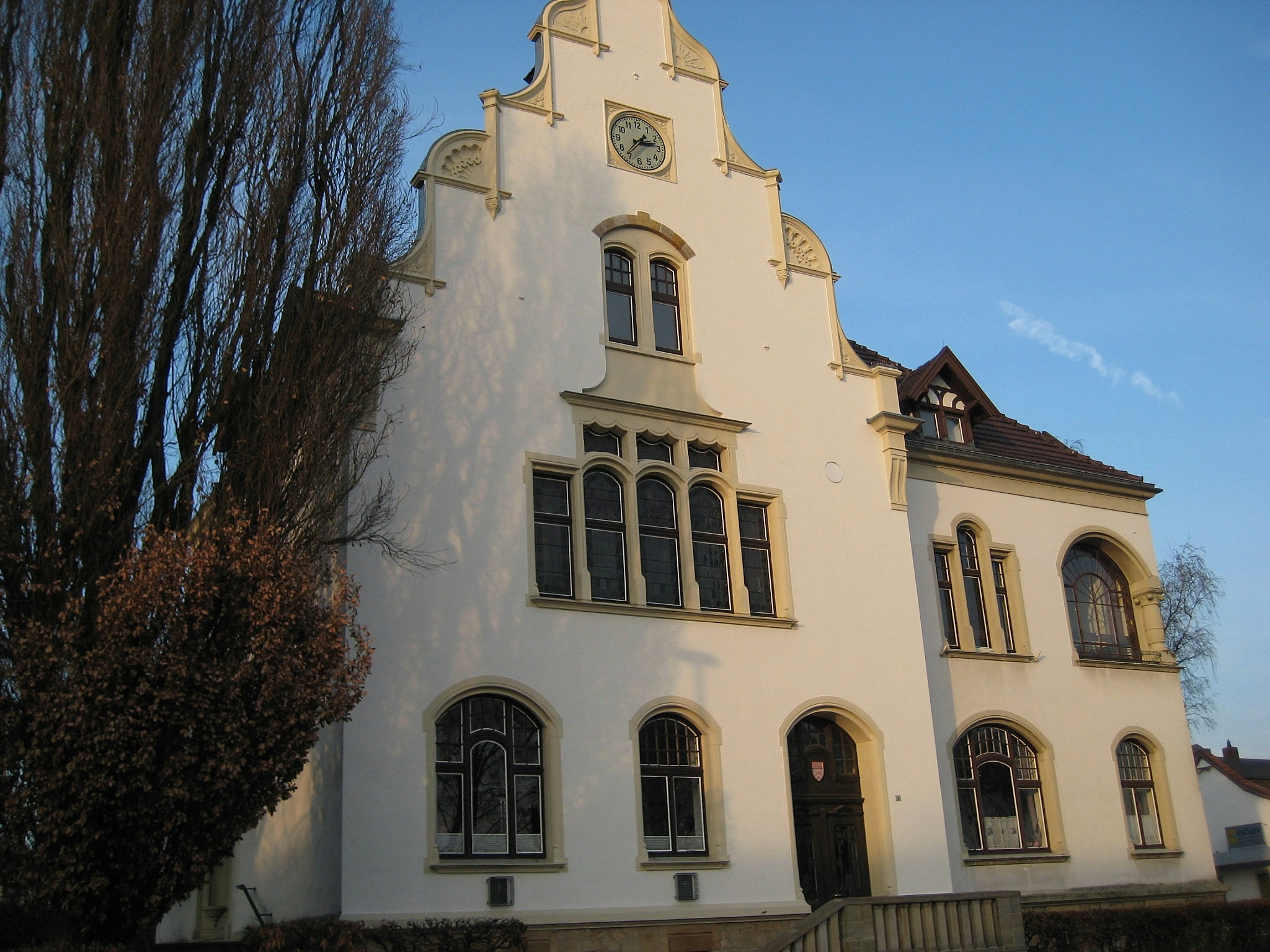
Musikschule

Die Kirchenmusik in Bünde wird geprägt von Chören in allen Ortsteilen. Die Bünder Kantorei und der Arche Chor setzen dabei die Akzente. Die Bünder Kantorei hat sich der klassischen, der Arche Chor der modernen Kirchenmusik verschrieben. Neben der musikalischen Gestaltung von Gottesdiensten gibt es zahlreiche Konzerte beider Chöre. Die Kantorei führt unter Mitwirkung von professionellen Opernsängern und Orchestermusikern Werke wie die Matthäuspassion (Bach), das Weihnachtsoratorium (Bach) oder die Carmina Burana (Orff) auf. Ein weiterer Chor ist der Shanty-Chor der Bünder Marinekameradschaft.
In Bünde begannen außerdem die Karrieren des Schlagersängers Gunter Gabriel, der Popsängerin C. C. Catch und des Popbarden Maximilian Hecker.

#### Bildende Kunst
Seit November 2012 sind mehr als 20 Künstlerinnen und Künstler im KunstKarree aktiv. Neben regelmäßigen Treffen finden, sowohl in Bünde als auch im Umland, Einzel- und Gemeinschaftsausstellungen statt. Mehrfach wurden karitative Aktionen (zu Gunsten z. B. des Kinderschutzbundes) durchgeführt. Zum größten Teil werden flächige Werke als Zeichnungen, oder gemalte Bilder in Aquarell, Acryl oder Öl gefertigt.

### Sport
In Bünde gibt es fast 50 Sportvereine, in denen etwa ein Drittel aller Bünder aktiv sind. Größte Sportstätten sind das Erich-Martens-Stadion und die Siegfred-Moning-Sporthalle (beide im Stadtteil Ennigloh).

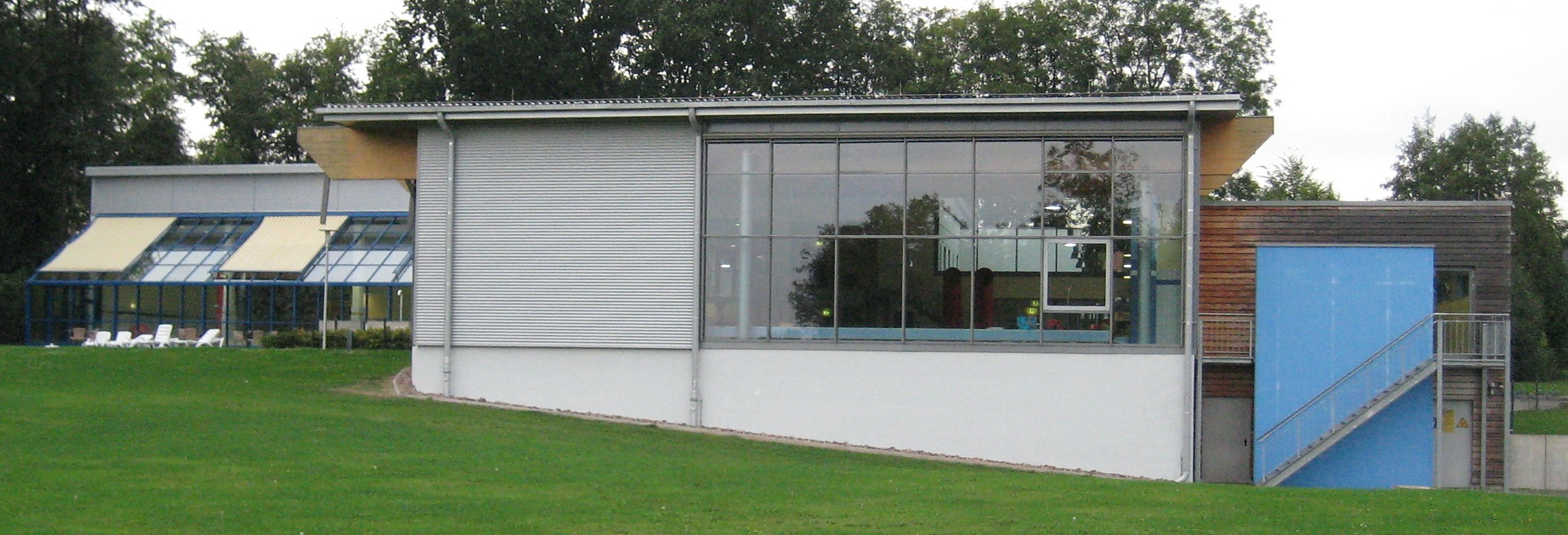
Hallenbad „Bünder Welle“ in Ennigloh

Der Schwimmsport ist in Bünde weit verbreitet. Die beiden Schwimmsport treibenden Vereine (TGE Ennigloh und DLRG Bünde) stellen mehr als 500 aktive Schwimmsportler. Die Schwimmabteilung der Turngemeinde Ennigloh (TGE) bietet vorwiegend Wettkampfschwimmen nach den Regeln des Deutschen Schwimmverbandes an. Die DLRG Bünde orientiert sich eher am Breitensport und bietet unter anderem Rettungsschwimmen und (Geräte-)Tauchen an. Öffentliche Schwimmbäder gibt es am Steinmeisterpark in Bünde-Mitte (Freibad) und die Bünder Welle in Ennigloh (Hallenbad). Das Freibad wurde 1937 erbaut und 1994 renoviert. 2008 wurde der 10-m-Sprungturm im Freibad renoviert. Anfang 2020 wurde das Freibad abgerissen und durch einen Neubau ersetzt. Das Hallenbad Bünder Welle wurde von 2004 bis 2006 umgebaut und um ein zweites 25-m-Sportbecken erweitert. Gleichzeitig wurde das alte Freibad Ennigloh abgerissen. Durch diese Erweiterung verfügt das Hallenbad über zwei getrennte 25-m-Schwimmbecken. Das Hallenbad erhielt hierdurch einen eindeutigen Akzent auf den Schul- und Schwimmsport und ist mit dieser Ausrichtung sicher eine Besonderheit in der heutigen Bäderlandschaft.
In Bünde ist der Fußballverein Bünder SV beheimatet, dessen 1. Mannschaft derzeit in der Kreisliga A spielt. Als höchste Spielklasse wurde bislang die Oberliga (3. Liga) erreicht. Daneben haben viele der einzelnen Stadtteile eigene Fußballvereine, z. B. der TuS Hunnebrock, der FC Muckum 1946, der TuS Eintracht Südlengern, der VfL Holsenderzeit höchstspielende Mannschaft (Landesliga), der SV Schwarz-Weiß Ahle, oder die SG Grün-Weiß Bustedt 1945. Im Jugendbereich tritt außerdem die SG GW Bustedt an.
Im Handball spielt der SG Bünde-Dünne und die HSG TuS/EK Spradow, die in der Saison 2012/2013 in der Landesliga antreten.
Der Bünder Turnverein Westfalia hat ca. 4000 Mitglieder und deckt mit seinen Abteilungen zahlreiche Sportarten ab. Ein weiterer Turnverein ist die Turngemeinde Ennigloh von 1887.
Größter Leichtathletikverein ist die SG Bünde/Ahle-Löhne. Das Freiherr-vom-Stein-Gymnasium ist bekannt durch seine Leichtathletik-Abteilung.
Im Radsport trägt der Radsportclub RC Olympia einmal im Jahr in Ennigloh, am Erich Gutenberg Berufskolleg ein Radrennen aus.
Die Bünde Berserker und das Frauenteam Banshees spielen im Bismarck Ballpark Baseball und treten in der Baseball Regionalliga bzw. Verbandsliga an.
Vom Flugplatz im benachbarten Melle betreibt der 1951 gegründete Aero-Club Bünde seit 1970 die Sportfliegerei. Mit gegenwärtig ca. 100 Mitgliedern, aktuell 3 Motorflugzeugen und 6 Segelflugzeugen hat sich der Verein insbesondere die Ausbildung von Flugbegeisterten zur Aufgabe gemacht.

### Bauwerke
Von der Nachkriegszeit bis hinein in die 1980er Jahre musste historische Bausubstanz oftmals Neubauten weichen. Beispielhaft dafür können das Rathaus sowie das Warenhaus am Museumsplatz genannt werden. Für dessen Bau wurde eines der historischen Fachwerkviertel der Stadt, „die Ort“, abgerissen. Dennoch hat Bünde nach wie vor einige sehenswerte Bauwerke zu bieten.

#### Denkmäler

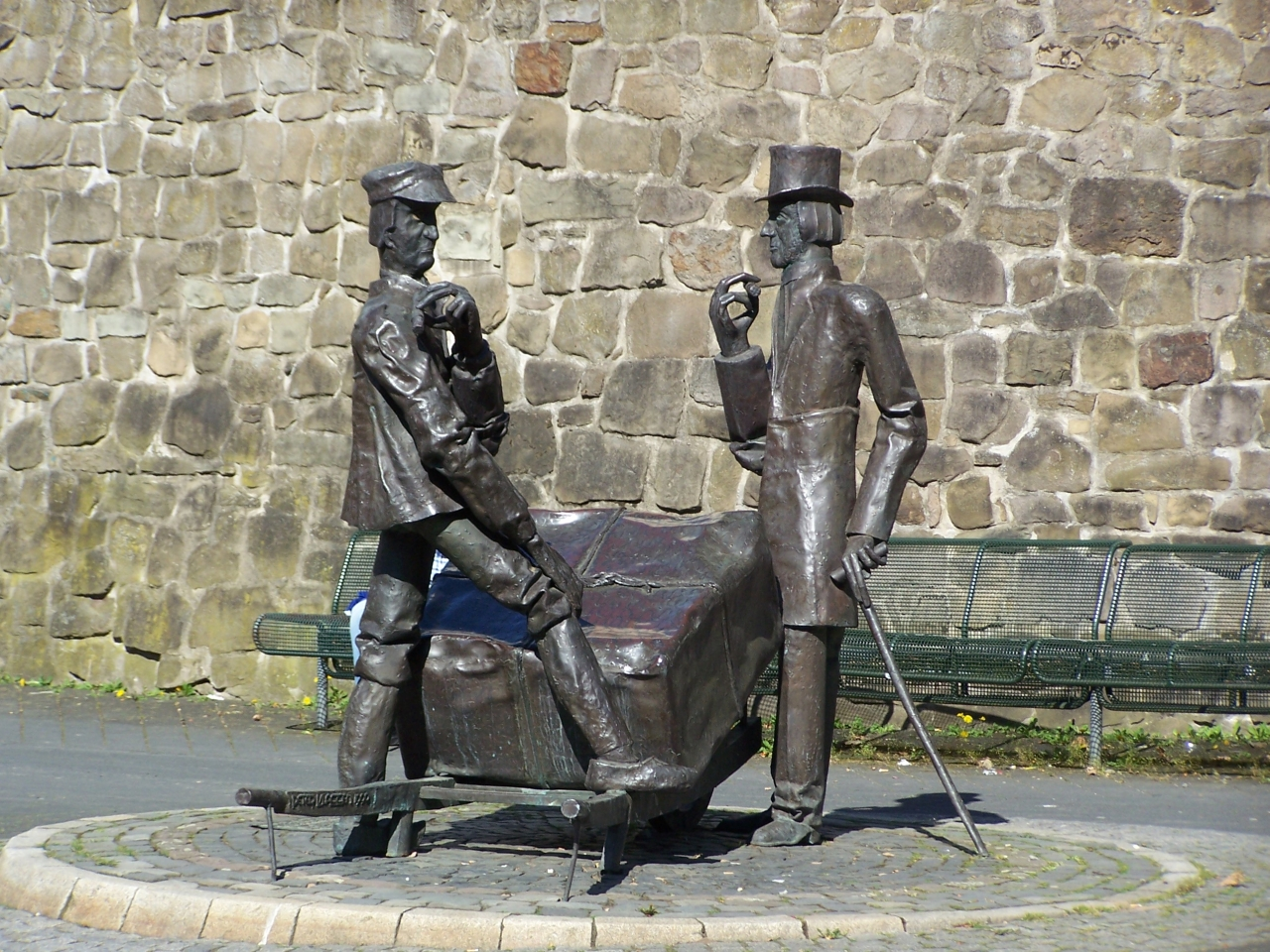
Denkmal Steinmeister und Wellensiek

Das Denkmal der „Zigarrenpioniere“ Steinmeister & Wellensiek zeigt „Töns“ Wellensiek mit der Handkarre, mit der er Tabak aus Bremen geholt haben soll, und seinen Geschäftspartner Friedrich August Steinmeister.
Das Kriegerdenkmal für die Gefallenen der Einigungskriege an der Laurentiuskirche erinnert mit dem restaurierten Standbild der Germania an den Sieg der Preußen über das französische Heer am 1. September 1871. Das Standbild der Germania, dessen Modell der damals noch junge Gustav Eberlein in der Werkstatt des Bildhauers Johannes Janda geschaffen hatte, war für ca. 300 Taler als Katalogware der Berliner Gießerei A. Castner, vorm. M. Geiss nach Bünde verkauft worden. Den Sockel aus hellem Sandstein lieferte der Herforder Steinmetz Rosenfeld. Die Grundsteinlegung war am 25. Juli 1874; am Sedantag 1874 wurde das Denkmal feierlich enthüllt.

#### Kirchen und Fachwerkhäuser

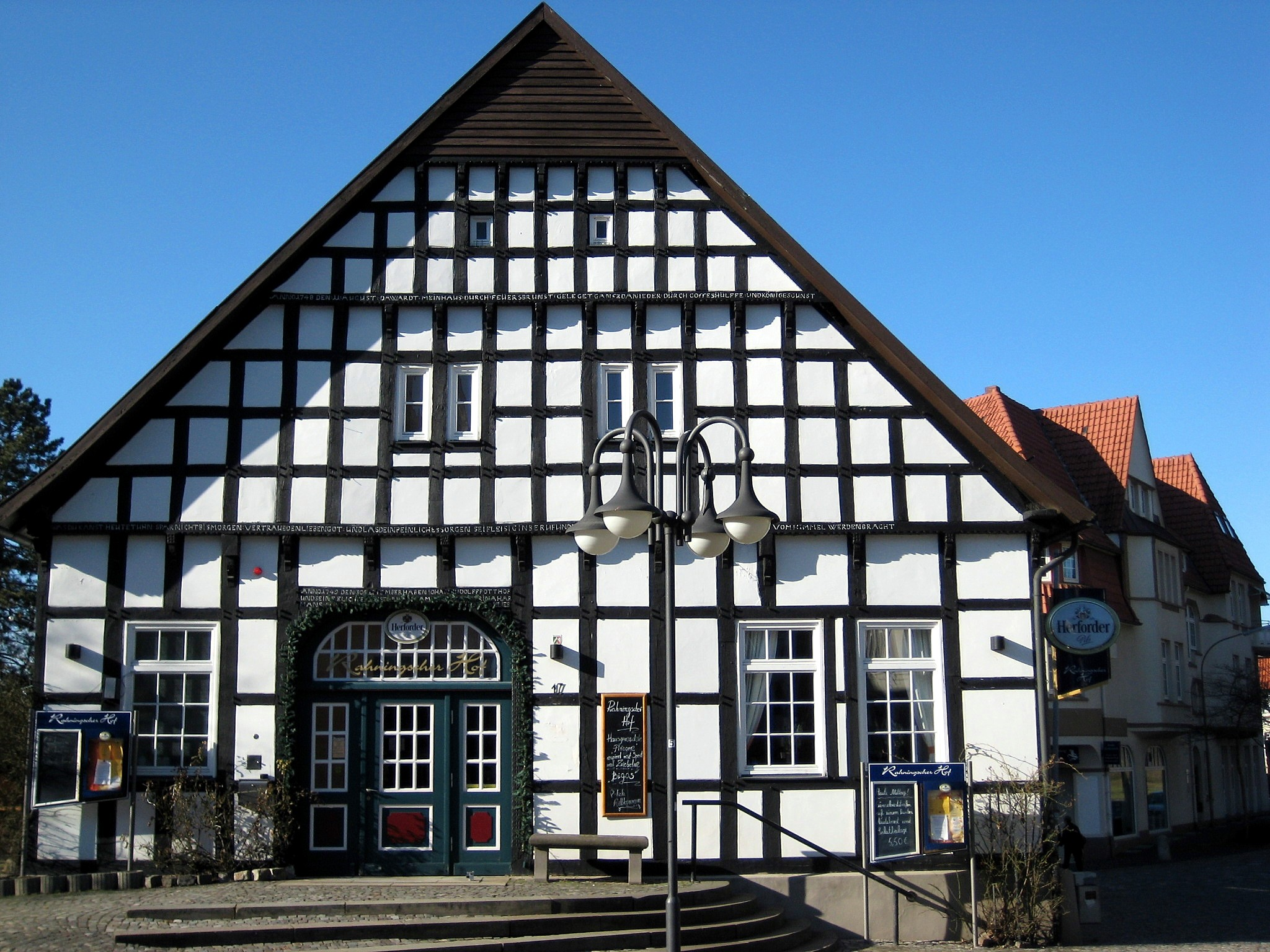
Der Rahningsche Hof

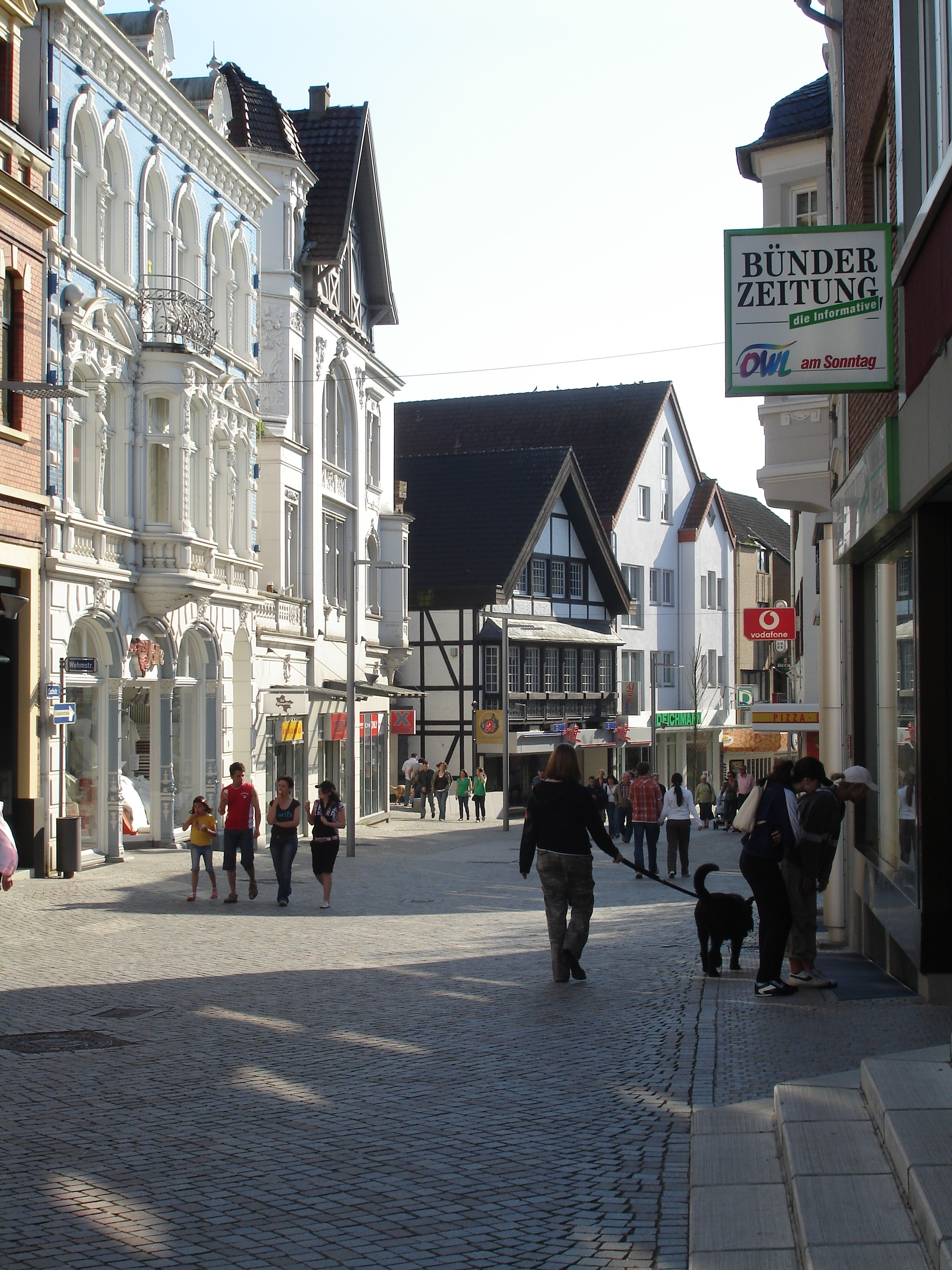
Einkaufsstraße Eschstraße

Das historische Zentrum Bündes befindet sich rund um die heutige evangelisch-lutherische Kirche St. Laurentius, eine der ältesten Kirchengründungen Westfalens. Erstmals urkundlich erwähnt wurde sie 853 zur Zeit Ludwigs des Deutschen (um 806–876). Nach mehreren Bau- und Umbaumaßnahmen entstand im 13. Jahrhundert der noch heute im Kern erhaltene spätromanische Kreuzsaal. Der Westturm datiert wesentlich früher. Seit 1985 steht die Kirche unter Denkmalschutz.
Das am Kirchplatz gelegene Pfarrhaus von 1822 wurde Anfang des 21. Jahrhunderts aufwendig restauriert. Am Rathausvorplatz stehen der Hof Rahning von 1677 (1748 abgebrannt, 1749 wiederaufgebaut) und das Haus Dahlkötter von 1555 (heutiger Bau um 1800 erbaut), in dem sich das Standesamt befindet und in dessen Keller früher das Gefängnis der Polizeiwache untergebracht war.
Das Haus Rahning ist ein Dielenhaus nach dem Prinzip des 4-Ständer-Fachwerkhauses, wie sie sehr ähnlich auch in den Dorfschaften rund um Bünde gefunden werden, z. B. der Hof Hellmann in Holsen. Weitere Beispiele sind das dreischiffige Vierständerhaus „Hurlbrinksches Haus“ (erstmals erwähnt 1688), das Zweiständerhaus „Dammhaus“ von 1595 und der „Striediecksche Hof“ von 1830, die gemeinsam die Anlage des Heimatmuseums bilden.
Über den historischen Straßenzug Auf’m Tie und die Eschstraße, Bündes Fußgängerzone, gelangt man zur zweiten Bünder Stadtkirche, der Pauluskirche (errichtet 1869–1873). Die aus Wesersandstein im neugotischen Stil errichtete dreischiffige Hallenkirche wurde als Predigtkirche konzipiert, d. h. die Kanzel steht inmitten der zuhörenden Gemeinde.

#### Villen der Zigarrenfabrikanten
Über das ganze Innenstadtgebiet verteilt finden sich zahlreiche Villen aus der Blütezeit der Bünder Tabakindustrie, z. B. in der Bahnhofstraße, der Eschstraße und der Hindenburgstraße. Sehenswert sind u. a. die Villa Rehling des Zigarrenfabrikanten Carl-Heinrich Rehling in der Hindenburgstraße 3 (1893/1904) oder die neubarocke Villa André (Hindenburgstraße 11) des Zigarrenfabrikanten Georg (1891). Die Villa André war nach dem Krieg ein Kindergarten für die Kinder der britischen Besatzungstruppen in Bünde. Weitere Beispiele sind die Villen Steinmeister (Eschstraße 43 und 45) von 1843/1900, das Wohnhaus Wellensiek in der Eschstraße 35 vom Anfang des 19. Jahrhunderts.

#### Tabakspeicher
In die gleiche historische Epoche gehört auch der Tabakspeicher in der Nähe des Bahnhofs. In rotem Backstein errichtet, erinnert er ein wenig an hanseatische Lagerhäuser. Es ist der einzige in Westfalen verbliebene Tabakspeicher, der noch immer seinem ursprünglichen Zweck dient. Der rote Backsteinbau wurde 1896 von der Bremer Zigarrenfirma Leopold, Engelhard & Biermann erbaut. 1930 hatte der Tabakspeicher zunächst ausgedient und wurde an die Reichsbahn verkauft. Er dient heute wieder als Tabaklager für die Zigarrenfabrik André. Außerdem werden dort Maschinen vom Deutschen Tabak- und Zigarrenmuseum gelagert.

#### Weitere Bauwerke
Im Stadtteil Ennigloh steht das ehemalige Amtshaus Ennigloh, das 1902 im Jugendstil mit renaissanceartigem Südgiebel errichtet wurde, als das Amt Ennigloh nach Austritt der Stadt Bünde aus dem Amt Bünde gegründet werden musste. Heute ist dort die Musikschule untergebracht.
Das 1924 erbaute Universum ist eines der ältesten Kinos in Deutschland und nach seiner Schließung 1980 inzwischen zum erfolgreichen Veranstaltungszentrum für Kleinkunst, Kabarett, Comedy und Konzerte umgewandelt worden.
In Bünde steht die nach eigenen Angaben älteste Diskothek in Deutschland, die „Wilhelmshöhe“. Sie wurde 1961 gegründet und ist auch noch heute im Familienbesitz der damaligen Gründer.
Zwischen den beiden Weltkriegen wurde im Stadtteil Dünne die kostengünstige Dünner Lehmbrote-Bauweise entwickelt; ein Bauverfahren, bei dem ungetrocknete Lehmziegel ohne Mörtel feucht übereinander gesetzt wurden. Diese teilweise unverputzte Bauweise breitete sich auch wegen des angenehmen Wohnklimas innerhalb Ostwestfalens aus; zwischen 1927 und 1933 entstanden etwa 300 solcher Lehmhäuser.

#### Bauernhäuser der Ortsteile
In vielen Ortsteilen sind sehenswerte historische Fachwerkhäuser erhalten, zum Beispiel in Ennigloh der Hof Claus (1740er Jahre), in Hunnebrock der Hof Wittemeier (um 1840); in Südlengern der Hof Tiemeyer (1605) und in Werfen der Hof Wortmann (datiert 1855, aber wohl Ende 18. Jahrhundert). Zu den prächtigsten beschnitzten Torbögen gehört derjenige an „Webers Kotten“, ebenfalls in Werfen (1821).

### Parks
Größter Park ist der zentral gelegene Steinmeisterpark (zwischen Bismarckstraße, Goetheplatz und Nordring), der um einen kleinen künstlichen See herum angelegt wurde. Im Stadtteil Ennigloh befindet sich das Dustholz, ein Wäldchen, das von den Anwohnern der näheren Umgebung für Spaziergänge genutzt werden kann und in dem sich ein Minigolfplatz und ein Fischteich befinden. Im ehemaligen Bauernbad Randringhausen gibt es einen Kurpark.

### Naturdenkmäler und Naturschutzgebiete

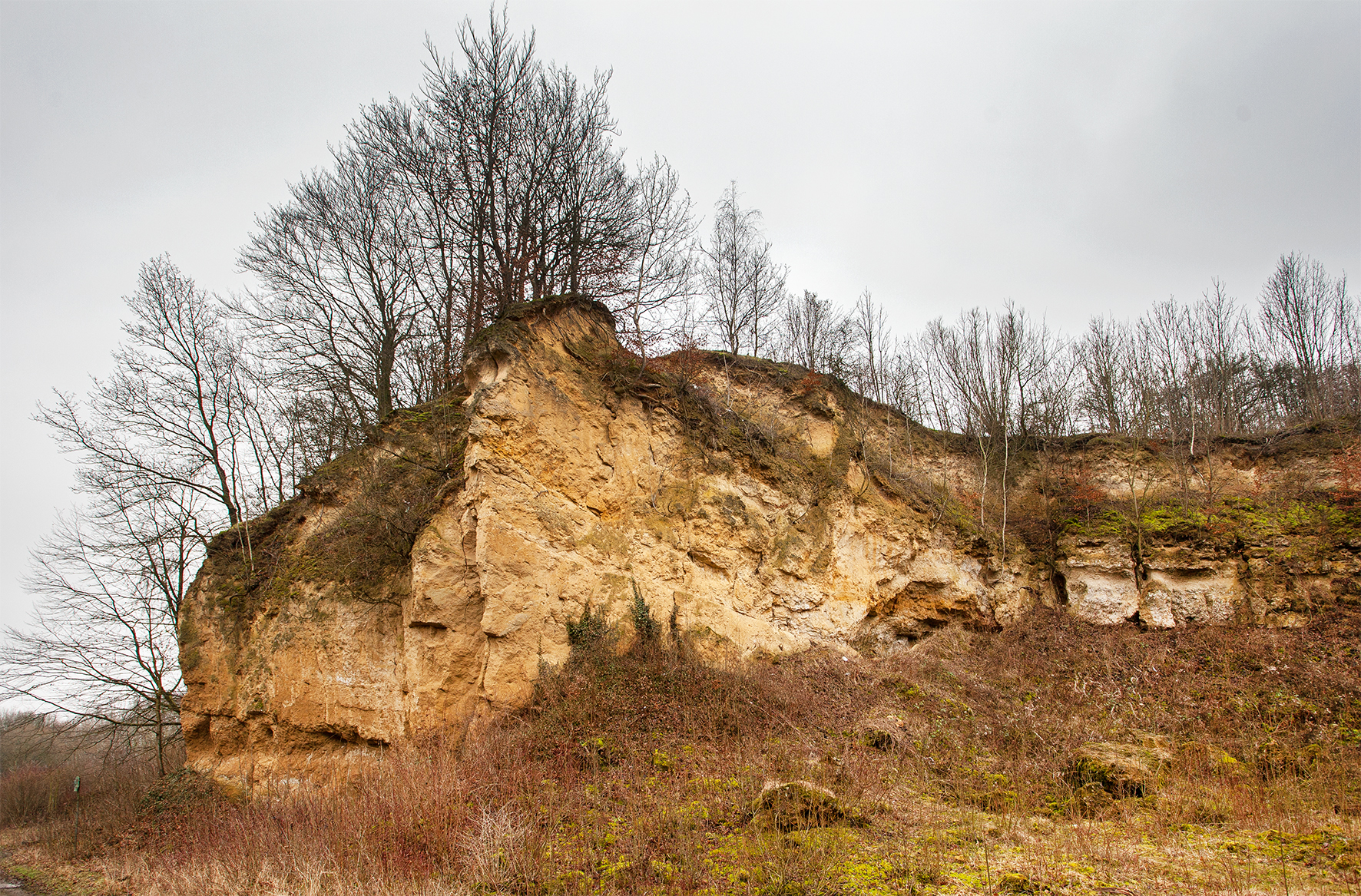
Doberg

Mit dem Doberg verfügt Bünde über eine der umfangreichsten Fossilienlagerstätten aus der Zeit des Oligozän nördlich der Alpen. Der Hügel im Süden der Stadt überragt seine Umgebung um etwa 30 m. Er besteht aus den Sedimenten des Oligozän-Meeres und gibt Auskunft über die Meeresfauna der damaligen Zeit. Herausragende Fundstücke sind im Doberg-Museum der Stadt Bünde zu besichtigen.
Weitere Naturschutzgebiete in Bünde sind das Bustedter Holz, die Elseauen, das Gewinghauser Bachtal, das Habighorster Wiesental und die Ziegeleigrube Ennigloh. Insgesamt stehen etwa 175,2 ha, beziehungsweise 2,95 % der Stadtfläche unter Naturschutz.

### Regelmäßige Veranstaltungen

#### Jahrmärkte

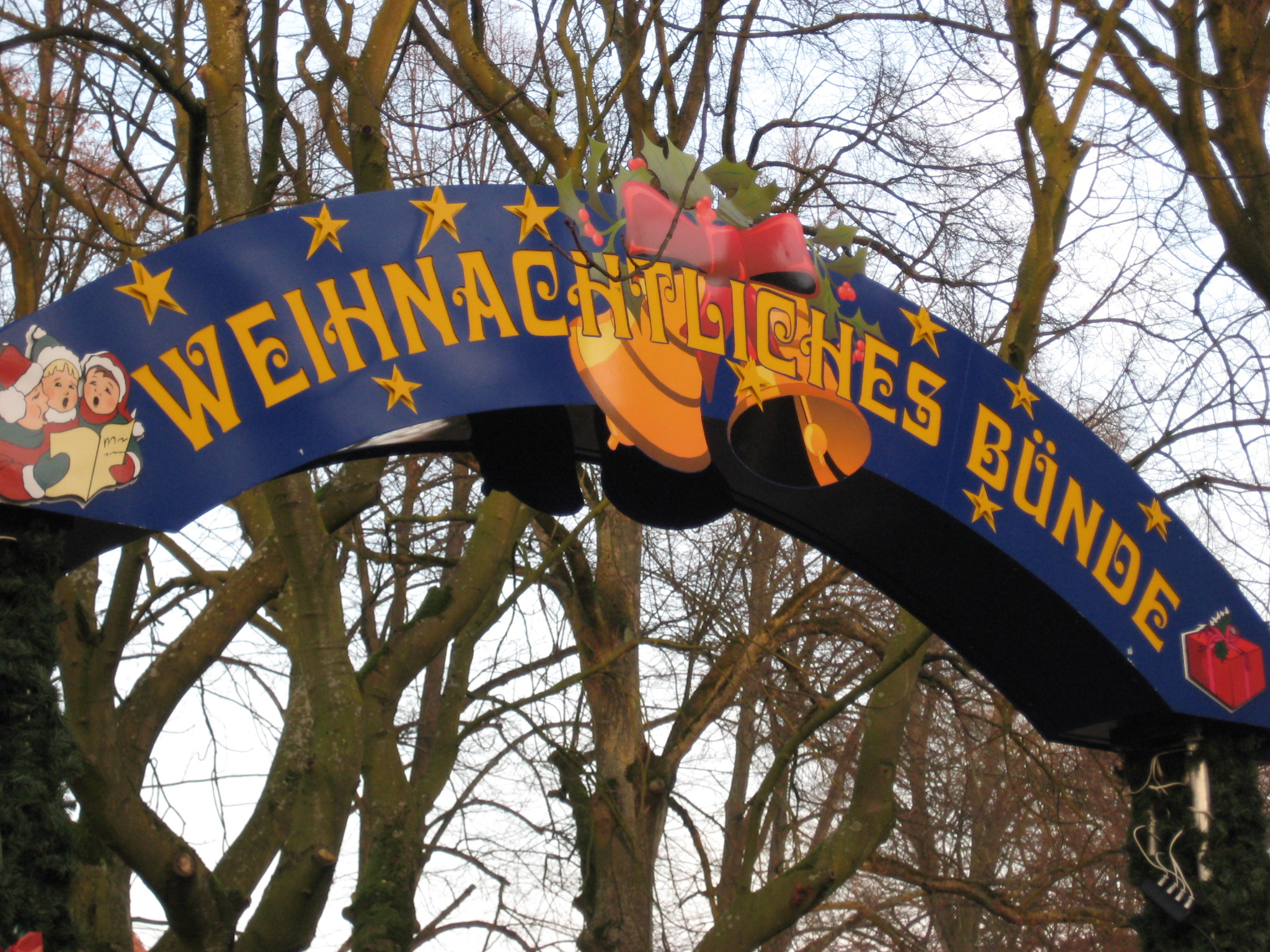
Weihnachtsmarkt

Jährliche Höhepunkte bilden das Frühlingsfest und der Zwiebelmarkt (am Wochenende des letzten Sonntages im September) mit reichlich Federweißer und Zwiebelkuchen. Beide Veranstaltungen finden in der Innenstadt statt. Während zum Frühlingsfest die Innenstadt von örtlichen Gärtnern mit zahlreichen Blumen und Pflanzen dekoriert wird, stehen beim Zwiebelmarkt Fahrgeschäfte und ähnliche Jahrmarktattraktionen im Mittelpunkt.
Im Dezember gibt es rund um die Laurentiuskirche einen kleinen Weihnachtsmarkt.

#### Weitere Veranstaltungen

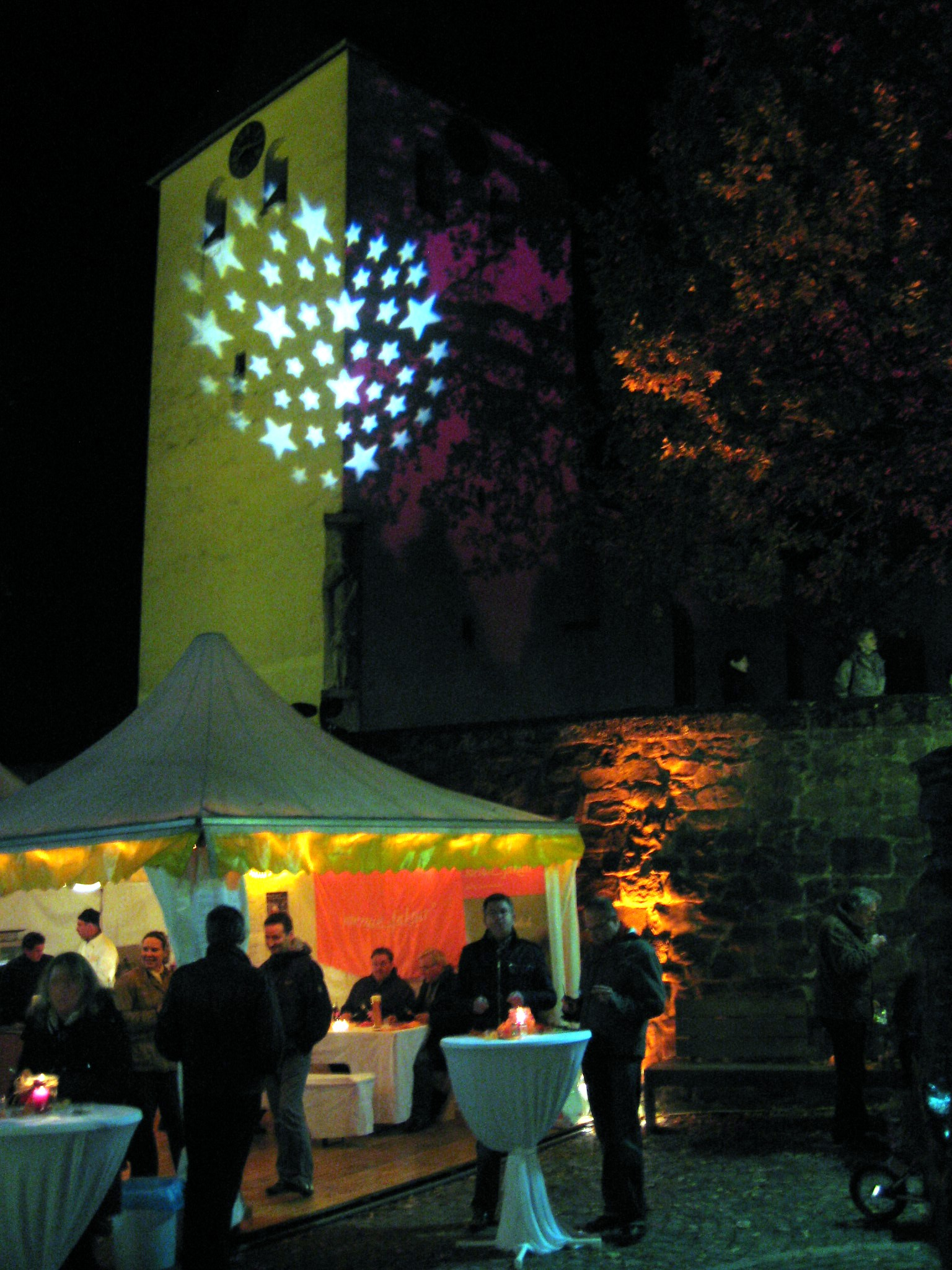
„Nacht der Sterne 2009“

- Bünder Schützenfest: Das Bünder Schützenfest findet jährlich u. a. mit dem „Großen Zapfenstreich“ in der Stadthalle, dem Stadtgarten und in der Bünder Innenstadt statt.
- Das Bünder Missionsfest findet seit 1845 alljährlich in Bünde statt und hat sich die Verbreitung des Christentums in aller Welt zum Ziel gesetzt. Hatte es früher überregionale Bedeutung für das gesamte Minden-Ravensberger Land, findet es heute nur noch in kleinem Rahmen statt. Das Missionsfest in Bünde ist aus der geistlichen Erweckungsbewegung hervorgegangen, die um 1830 einsetzte. Erweckungsprediger wie Volkening riefen damals die Missionsfeste ins Leben, denn die Mission wurde als Hauptaufgabe der Kirche aufgefasst
- 1.000 Räder Bünde (Volksradfahren): Bünde ist von der Arbeitsgemeinschaft fahrradfreundliche Städte und Gemeinden in Nordrhein-Westfalen als fahrradfreundliche Stadt ausgezeichnet. Einmal im Jahr findet in diesem Rahmen ein vom RC Olympia Bünde in Zusammenarbeit mit der Stadt ausgerichtetes Volksradfahren mit Hunderten Teilnehmern im Bünder Stadtgebiet statt.
- Zwiebelmarkt: Jährliche Kirmes in der Innenstadt mit Fahrgeschäften und Gastronomiebereichen.
- Radrennen Rund in Bünde, ausgerichtet von RC Olympia Bünde, findet an dem Erich Gutenberg Berufskolleg meist im Juni statt.
- Weinfest im Scheunenviertel: Zur Verköstigung werden Weine angeboten
- Mobikulara: dreitägiges Stadtfest mit Kleinkunst, Comedy, Live-Musik und Gastronomie
- Rockbar Festival: Festival mit mehreren Rockbands ausgerichtet im Universum
- Bünder Kurzfilmfestival: seit 2002 stattfindender Kurzfilmwettbewerb mit reger Beteiligung
- Nacht der Sterne: seit 2008 jeweils im November von der Initiative Handel Bünde veranstaltetes Stadtfest

## Öffentliche Einrichtungen

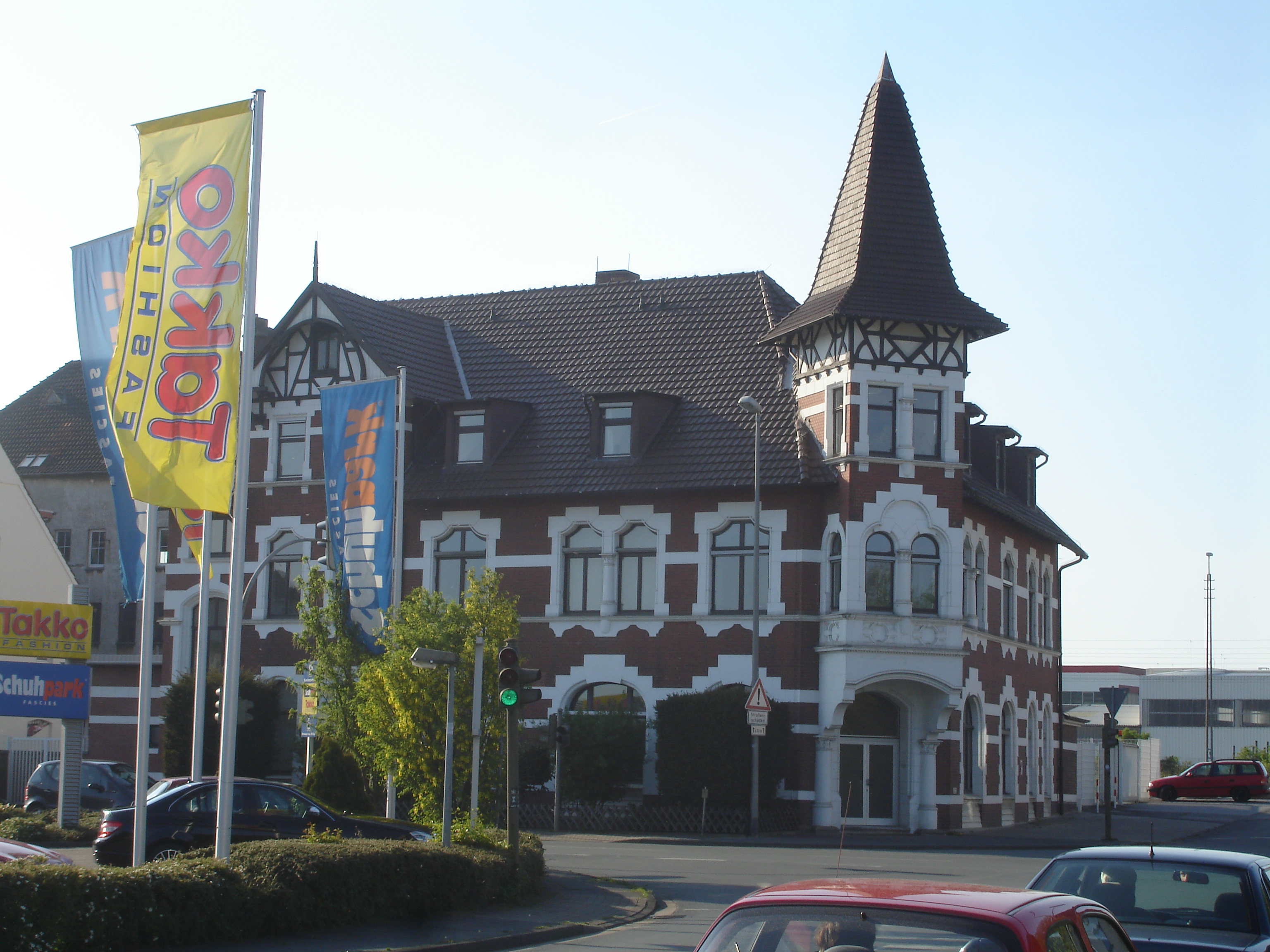
Das Zollamt

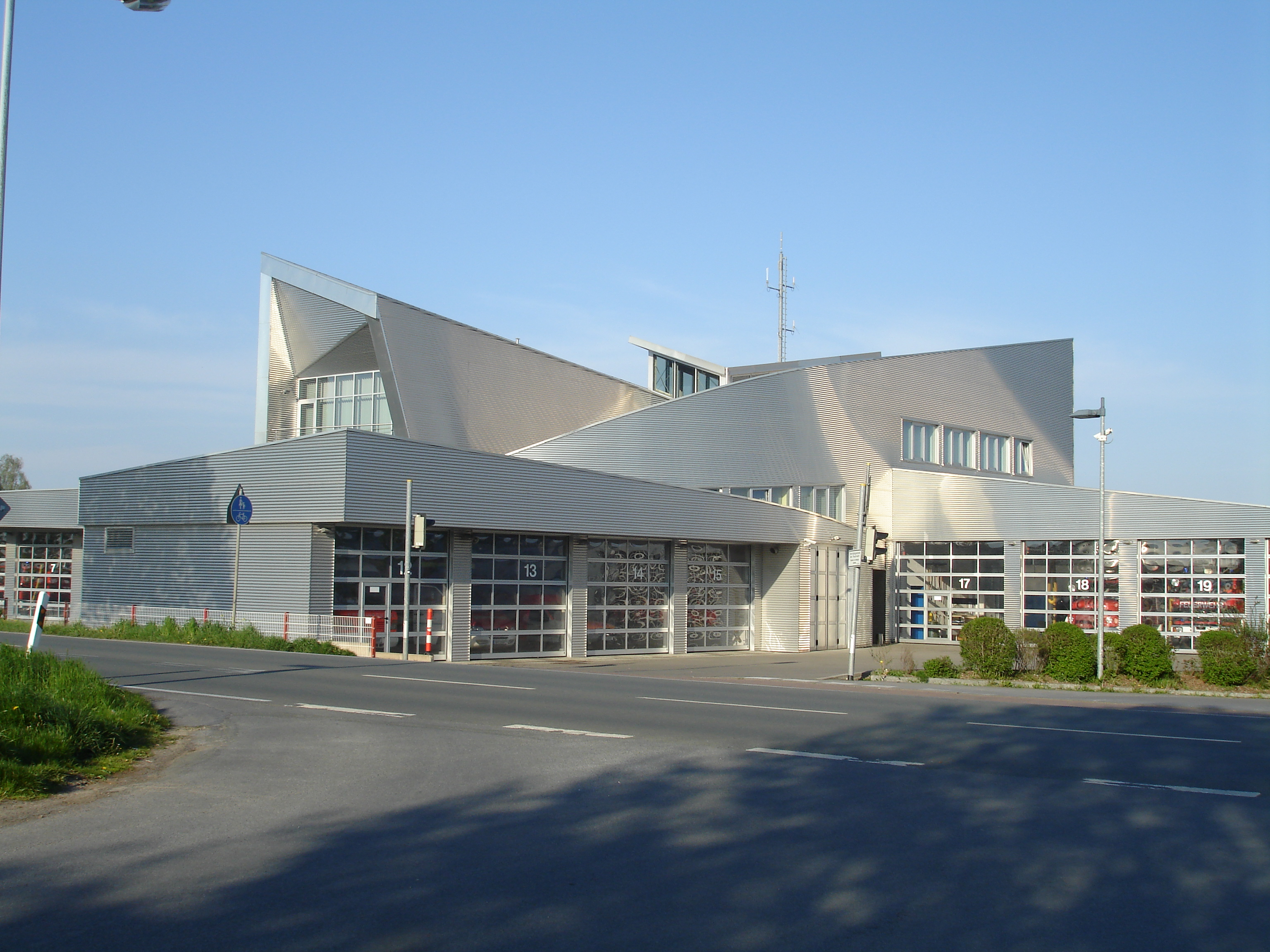
Die Feuer- und Rettungswache Bünde – Standort der hauptamtlichen Wache Bünde, des Rettungsdienstes und des Löschzuges Bünde-Mitte

### Justiz und Polizei
Bünde verfügt seit 1879 über ein Amtsgericht. Das noch heute genutzte Gebäude an der Hangbaumstraße wurde 1900 errichtet. Das Amtsgericht Bünde mit seinen rund 50 Mitarbeitern ist zuständig für die Stadt Bünde und die Gemeinden Kirchlengern und Rödinghausen. Es gehört zum Bezirk des Landgerichts Bielefeld und dieses zum Bezirk des Oberlandesgerichts Hamm. Ein neben dem Amtsgericht ursprünglich gelegenes Gefängnis wurde 1970 geschlossen und abgerissen.
Die Polizeiinspektion Bünde gehört zur Kreispolizeibehörde Herford und ist für die Stadt Bünde und die Gemeinden Kirchlengern und Rödinghausen zuständig. Angegliedert ist die Polizeiwache Löhne.

### Zoll und Finanzen
Das Finanzamt Bünde ist zuständig für die Städte Bünde und Löhne sowie die Gemeinden Kirchlengern und Rödinghausen. Bünde verfügt zudem über die Zentrale Steuerzeichenstelle, an der die Banderolen (Steuerzeichen) für alle in Deutschland verkauften Tabakprodukte abgegeben werden. Die so erzielten Einnahmen aus der Tabaksteuer betrugen 2008 etwa 13,6 Mrd. Euro (2007: 14,3). Die Zollstelle der Zigarrenstadt ist die einzige Zollstelle Deutschlands, an der Banderolen / Steuerzeichen für Tabakprodukte abgegeben werden.

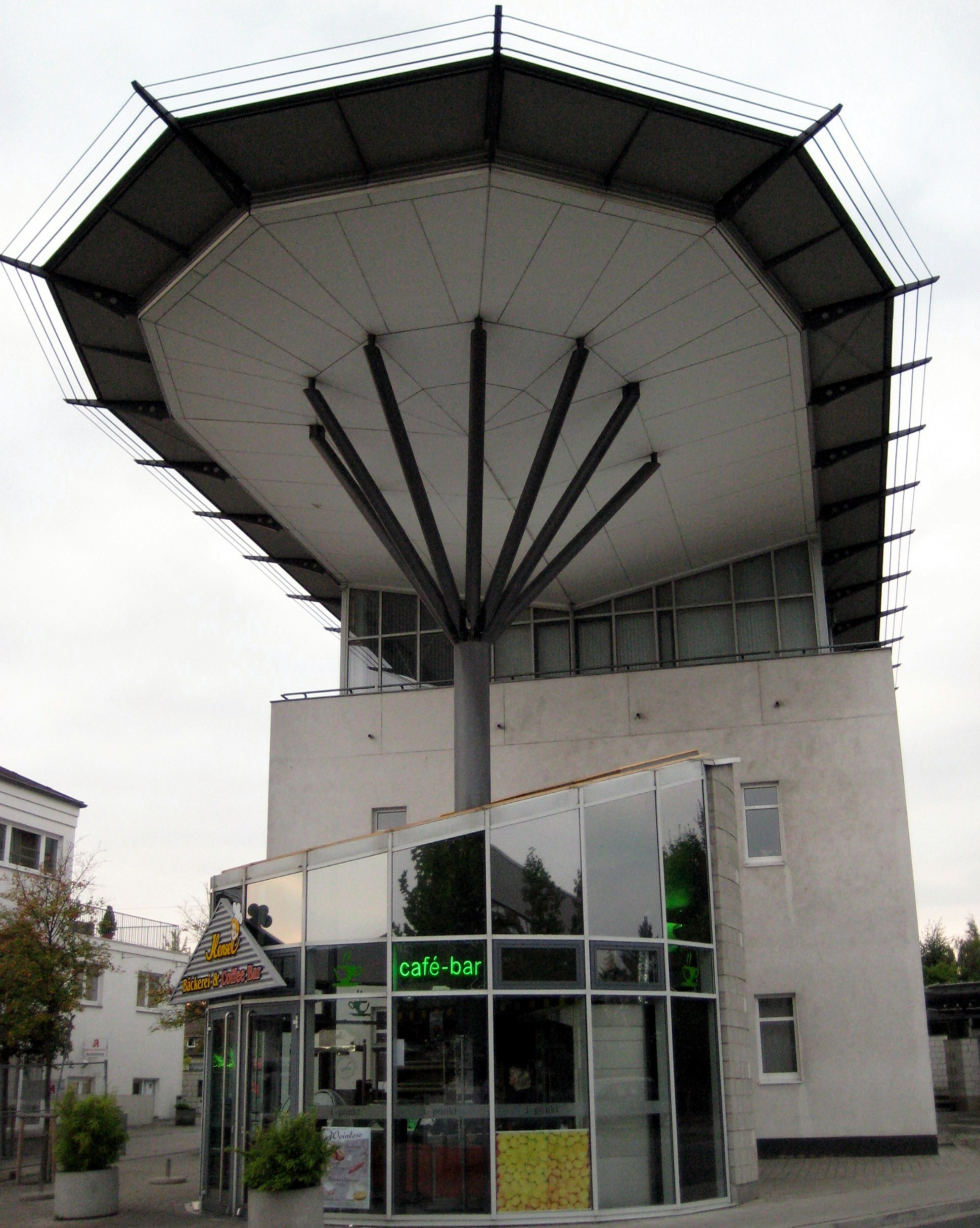
Ärztehaus Nr. 10 im Gesundheitszentrum

### Gesundheitseinrichtungen
Das Evangelische Lukas-Krankenhaus wurde 1890 gegründet. Es besitzt heute 345 Planbetten und ca. 700 Mitarbeiter, die jährlich rund 11.000 stationäre und 15.000 ambulante Patienten versorgen. In Bünde hat sich ein bedeutendes Ärztenetz, die MuM – Medizin und Mehr eG, entwickelt. Unweit des Krankenhauses, direkt an der Else befindet sich ein Gesundheitszentrum mit einem Ärztehaus, dem Altenzentrum „Jacobi-Haus“ Bünde – bestehend aus einem Alten- und Pflegeheim mit 93 Pflegeplätzen sowie einem Betreuten Wohnen mit 43 Wohneinheiten – und einem Parkhaus. Das gesamte Projekt wurde durch das Evangelische Johanneswerk e. V. entwickelt, die auch selbst das Altenzentrum betreiben.

### Arbeitsagentur
Die Bundesagentur für Arbeit ist in Bünde mit einer Geschäftsstelle vertreten, die auch für die Gemeinden Kirchlengern und Rödinghausen zuständig ist.

### Feuerwehr
Die Freiwillige Feuerwehr Bünde unterteilt sich in drei Löschzüge, vier Löschgruppen und die hauptamtliche Wache. Außerdem wird der Rettungsdienst durch die Feuerwehr gestellt.
Die Freiwillige Feuerwehr Bünde unterhält des Weiteren eine Gefahrgut-Gruppe, die bei Einsätzen in Zusammenhang mit gefährlichen Stoffen und Gütern eingesetzt wird.
Der Kreis Herford stationiert darüber hinaus einen der beiden Einsatzleitwagen 2 (ELW 2) des Kreises Herford beim Löschzug Bünde-Mitte.

## Wirtschaft und Infrastruktur

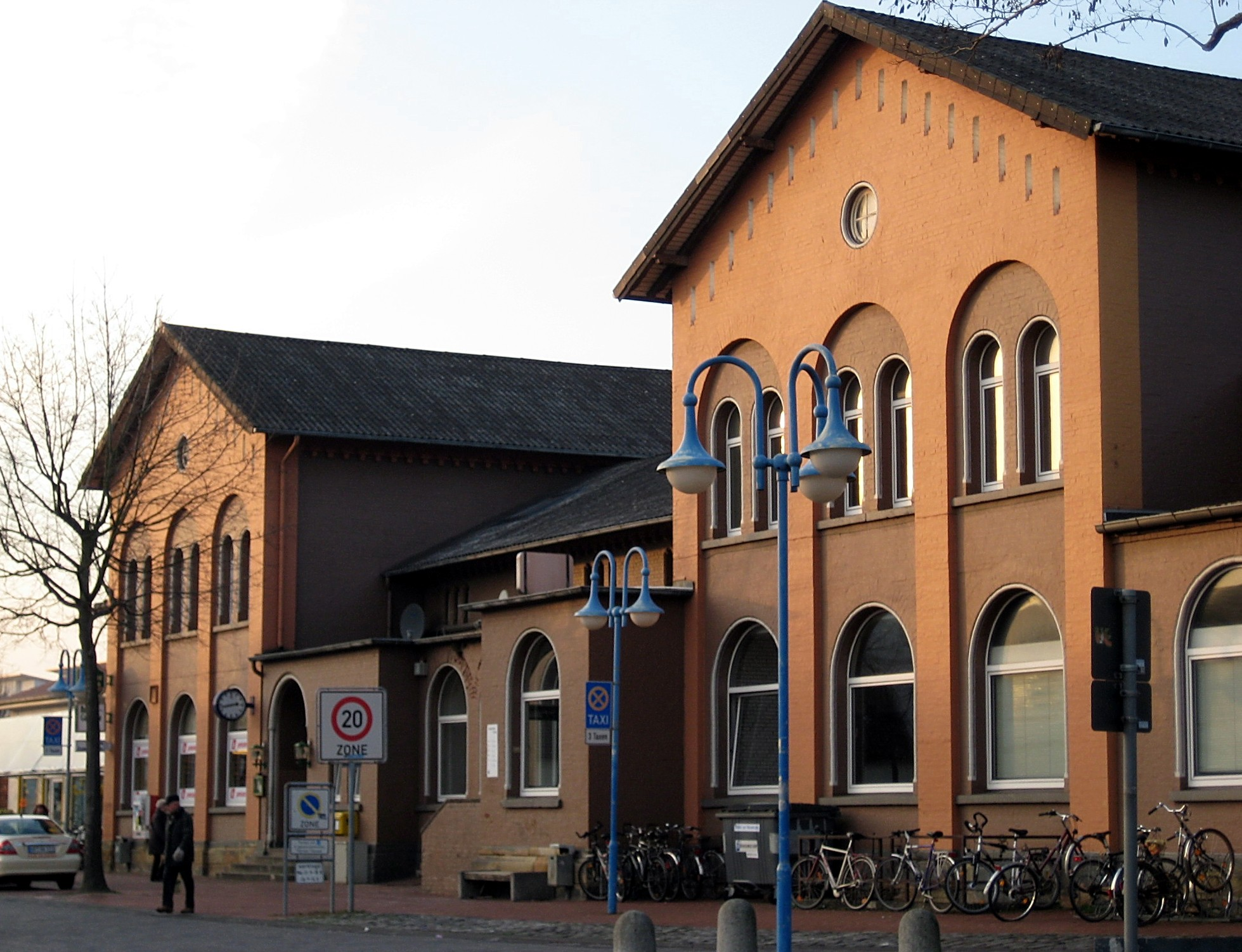
Bahnhof Bünde

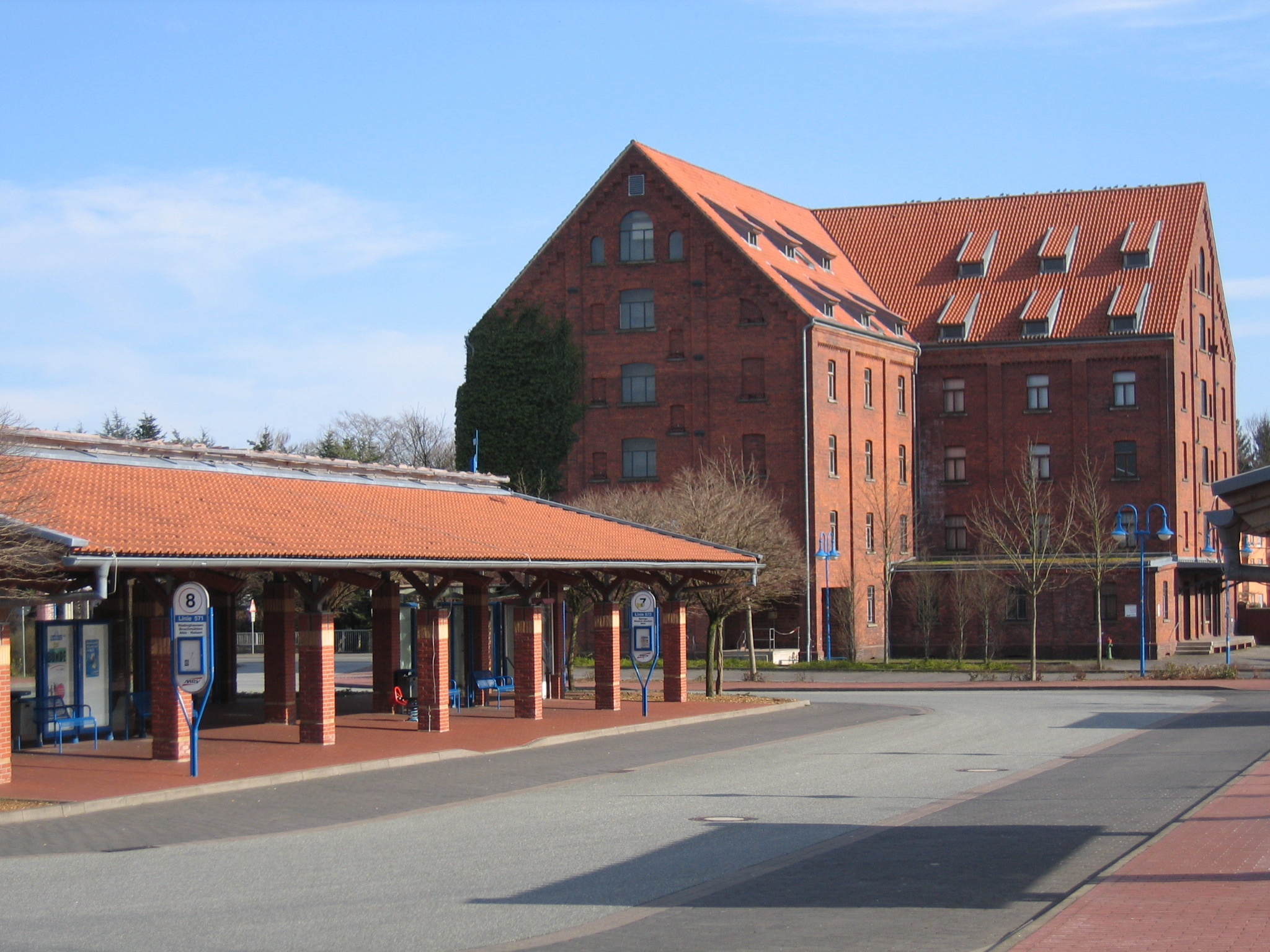
ZOB mit Tabakspeicher

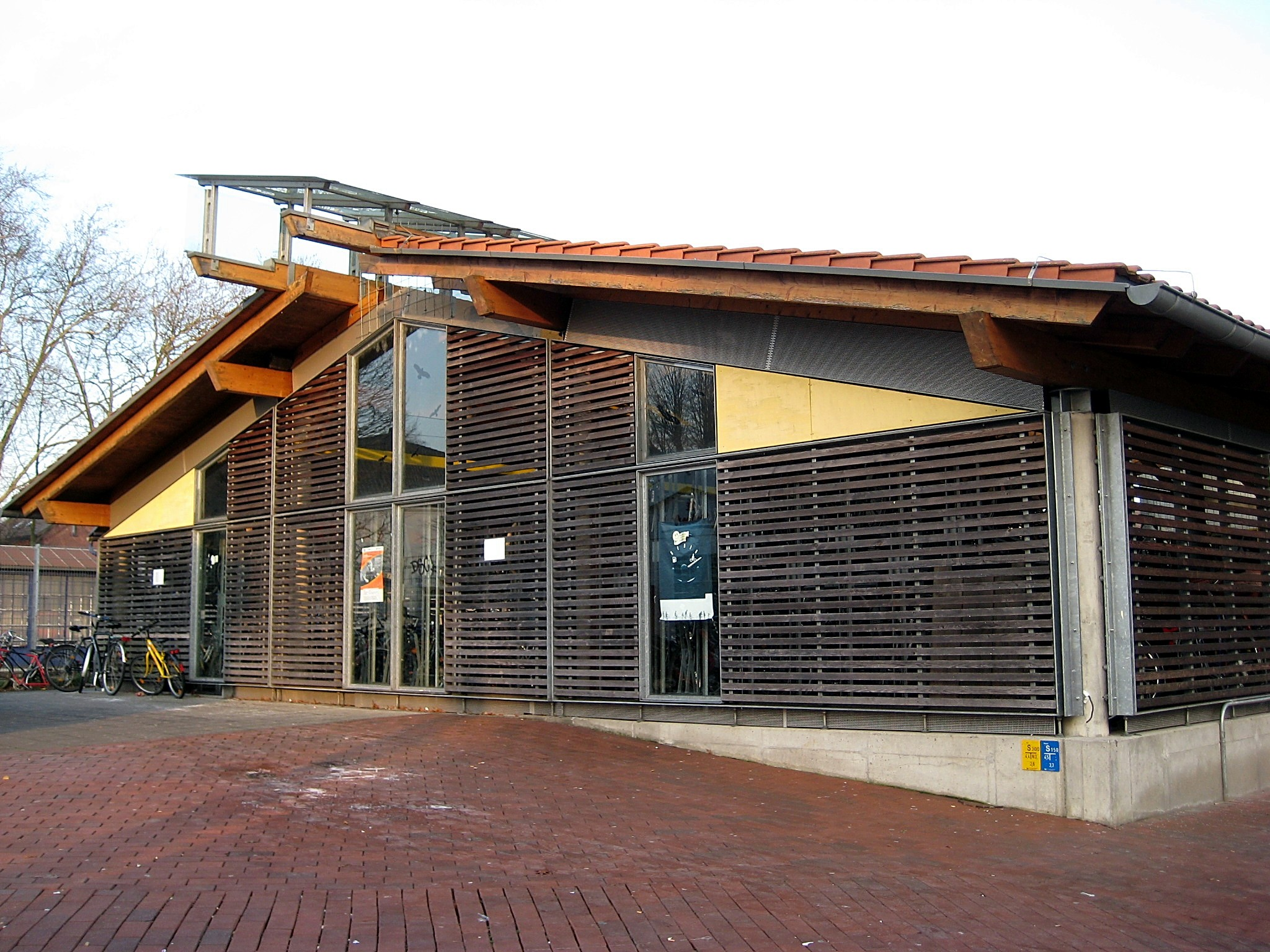
Radstation am Bahnhof

### Verkehr

#### Straßenverkehr
Die Stadt Bünde ist über die Anschlussstellen 27 (Bünde) und 28 (Hiddenhausen) der A 30 (E 30) an das Fernstraßennetz angebunden. Westlich vom Stadtgebiet verläuft die Landesstraße 557, die die Verbindung von und nach Bielefeld herstellt. Die Verbindung nach Herford stellt die Landesstraße 545, die über Hiddenhausen führt, sicher.

#### Elsebrücken

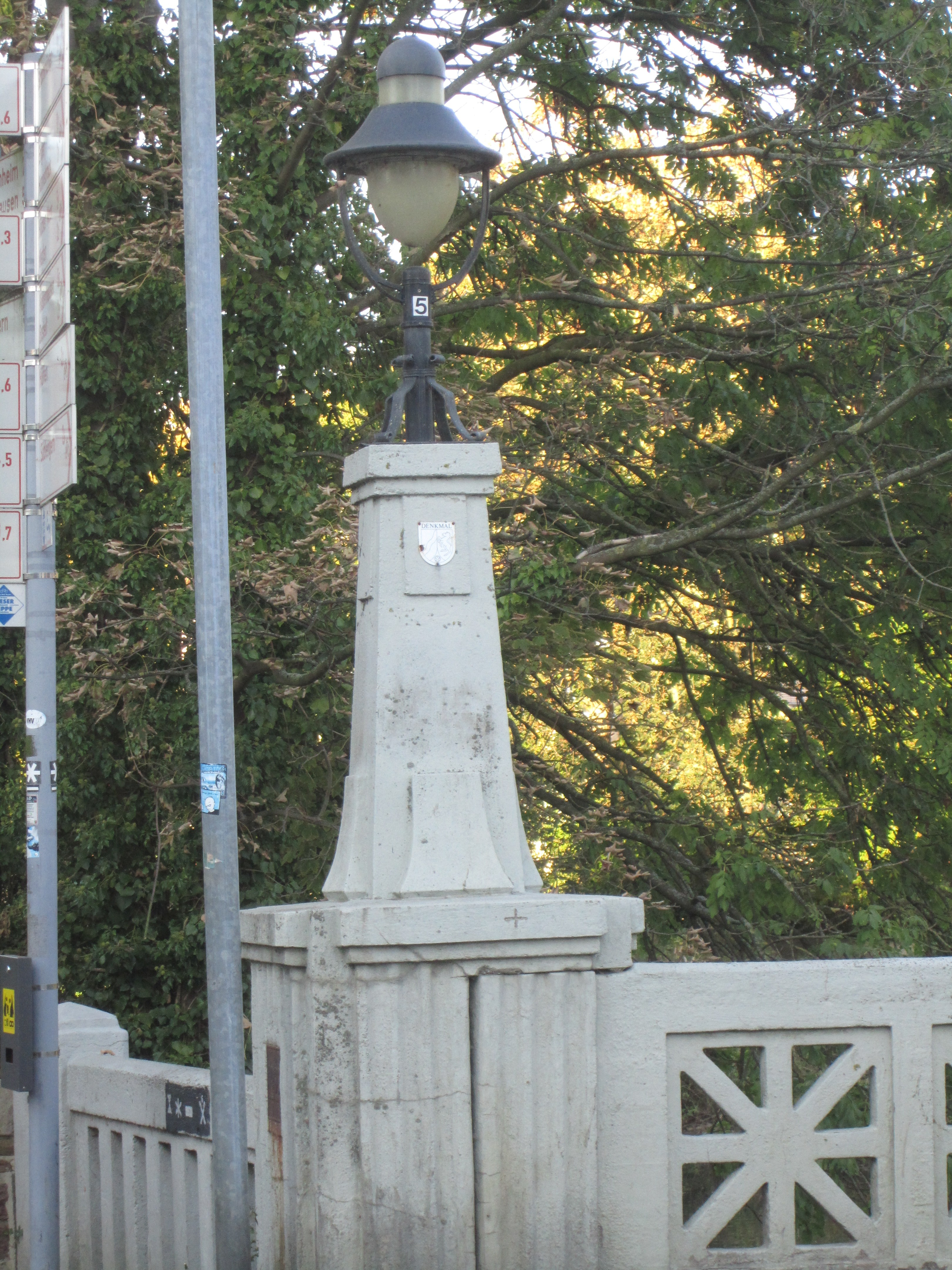
Detail der Bolldammbrücke nahe der Laurentiuskirche

Auf dem Stadtgebiet von Bünde findet sich eine Vielzahl von Brücken, welche den Fluss Else queren. Die älteste nachweisbare Brücke ist die Bolldammbrücke, welche seit dem 13. Jahrhundert belegt ist. Der Name geht auf den Bolldamm (die heutige Bahnhofstraße zurück), welcher zunächst ein Pfad durch die damals noch bis zur heutigen Straße Wasserbreite reichende Elseaue war. Die heute sichtbare Brückenstruktur stammt aus den 1920er-Jahren und ist im Zuge der Elseregulierung (d. h. der Begradigung des Flusses) entstanden. Eine weitere historisch belegte Brücke ist die sogenannte Eschenbrücke, über welche heute die Lübbecker Straße führt. An dieser Stelle bestand seit dem 15. Jahrhundert eine Flussquerung, welche seit dem 18. Jahrhundert mit einem Brückenzoll belegt war. Die heutige moderne Brücke stammt aus dem Jahr 1957. Die übrigen Brücken auf dem Bünder Stadtgebiet sind neueren Datums. Die Bismarck-Brücke geht auf einen Vorläufer aus dem Jahr 1915 zurück, der aufgrund von Baumängeln jedoch nie für den Verkehr freigegeben wurde. Das noch heute genutzte Bauwerk wurde 1934 eingeweiht. Ein weiteres modernes Brückenbauwerk ist die Theodor-Heuss-Brücke zwischen Finanzamt und Rathaus. Diese Brücke bestand zunächst als Holzsteg, wurde jedoch im Jahr 1976 durch eine Betonstruktur ersetzt.

#### Schienen- und Busverkehr
Der Bahnhof Bünde liegt an der Bahnstrecke Löhne–Rheine, von der hier die Bahnstrecke Bünde–Bassum abzweigt, die heute nur noch bis Rahden in Betrieb ist. Er wird von IC-Zügen der Linie Schiphol Airport–Osnabrück–Hannover–Berlin bedient. Im Nahverkehr halten RE- und RB-Züge in Richtung Herford–Bielefeld, Minden–Hannover–Braunschweig, Osnabrück–Rheine–Bad Bentheim, Lübbecke–Rahden und Hameln–Hildesheim. Die Linien werden von DB Regio Nord, Westfalenbahn und Eurobahn betrieben.
Es gab ferner an der Bahnstrecke Löhne–Rheine einen Bahnhof im Stadtteil Ahle sowie an der Bahnstrecke Bünde–Bassum im Stadtteil Holsen.
Die Stadt verfügt über ein Stadtbussystem mit vier Linien. Als Bustreffpunkt für das Rendezvous-System wurde ein zentraler Busbahnhof am Museumsplatz in unmittelbarer Nähe zur Fußgängerzone errichtet. Dort ist auch ein Info-Büro mit Fahrkartenverkauf. Betreiber der Stadtbusse war bis 2019 die Omnibus-Verkehrs-Gesellschaft Bollmeyer mbH & Co. KG. Seitdem ist die BVO für den Stadtbus zuständig. Die Stadtteile Ahle, Holsen und Muckum sind nicht an das Stadtbusnetz angeschlossen.
Der Bahnhof als wichtiger zweiter Umsteigepunkt im Stadtgebiet wird von der Stadtbuslinie 2 bedient. Am ZOB neben dem Bahnhof beginnen die Regionalbuslinien nach Herford (Linie 646) und Enger (Linie 654). Weitere Busse bzw. Anrufbusse bedienen Hüllhorst (Linie 542), Kirchlengern (Linien 541, 542, 544, 545, 558 und 559), Spenge (Linie 572) und Rödinghausen (Linien 542, 543 und 571). Die Regionalbusse halten meistens zusätzlich am Marktplatz, wo auch in die Stadtbusse umgestiegen werden kann.
Die Stadt gehört zum Tarifverbund Westfalentarif (Netz TeutoOWL). Verbundtickets gelten nicht nach Melle, Bissendorf und in den Nachtbussen in Richtung Herford und Bielefeld.

#### Fahrradverkehr
Die Stadt Bünde ist Mitglied der Arbeitsgemeinschaft fahrradfreundliche Städte und Gemeinden in Nordrhein-Westfalen und Mitglied im ADFC. Durch das Stadtgebiet verläuft u. a. der Else-Werre-Radweg (54,5 km von der Bifurkation zur Werremündung in Bad Oeynhausen) und die BahnRadRoute Weser-Lippe (350 km von Bremen nach Paderborn). Bünde verfügt über eine elektronisch gesteuerte Fahrradabstellanlage am Bahnhof und ist 2007 als „fahrradfreundliche Stadt“ ausgezeichnet worden.
Einen Überblick zur damaligen Verkehrspolitik und zu im Jahr 2010 beispielhaften Infrastrukturelementen für den Radverkehr zeigt der Exkursionsführer Radverkehr.
Das Radverkehrsnetz verbindet über seine 13 Linien alle Bünder Stadtteile und die umliegenden Gemeinden. Durch Ringe von 10, 20 und 35 km Länge entsteht eine spinnennetzförmige Verknüpfung. Die Mitte des Netzes und gleichzeitig Schnittpunkt aller Radverkehrslinien befindet sich im Stadtzentrum an der Bolldammbrücke, Kreuzung Elsedamm / Frühlingsweg / Bahnhofstraße. Das gesamte 120 km lange Radverkehrsnetz ist komplett beschildert. Die Darstellung der Linien in Rot und der Ringe in Grün erleichtert die Orientierung zusätzlich. Das Konzept erreichte im bundesweiten Fahrradklimatest 2005 des Allgemeinen Deutschen Fahrradclubs (ADFC) bei den Städten unter 100.000 Einwohnern den 4. Platz. 2012 wurde hier der 7. Platz erreicht.
Zahlreiche Aktionen wie der Bünder Radelsommer, Volksradfahren „1000 Räder Bünde“, die Aktion „Mit dem Rad zur Arbeit“ und das Nachtradeln werben für die Fahrradnutzung.

### Medien
Als Tageszeitungen erscheinen jeweils mit einem Lokalteil für Bünde die Neue Westfälische und das Westfalen-Blatt. Das Lokalradio Radio Herford ist im Stadtgebiet auf 94,9 MHz zu empfangen.

Weitere kostenlose Zeitungen in Bünde (erscheinen nicht täglich) sind u. a.:
- Life – Das Stadtmagazin
- BündesBürger
- OWL am Mittwoch
- OWL am Sonntag
- Stadtgespräch

### Ansässige Unternehmen
Der Beiname Zigarrenstadt erinnert daran, dass um die Wende vom 19. zum 20. Jahrhundert noch über 20 Zigarrenfabriken ihren Sitz in Bünde hatten und ein Großteil der in Deutschland vertriebenen Zigarren hierher stammte. Aus der Blütezeit der Tabakindustrie sind noch die Traditionsunternehmen Arnold André (Hauptmarke: Clubmaster, 450 Mitarbeiter) und August Schuster in der Stadt verblieben. Die Firma Villiger Söhne Holding hat hier eine Niederlassung. Traditionell sind auch die Küchenmöbelhersteller stark vertreten. Dies rührt zum Teil daher, dass nach dem Niedergang der Tabakindustrie das Know-how der Zigarrenkistenherstellung in die Produktion von Möbeln einfloss.
Größter Arbeitgeber in Bünde ist mittlerweile der Küchengerätehersteller Miele, ehemals Imperial (760 Mitarbeiter). Weiterhin befindet sich der bekannte Modellbausatzhersteller Revell mit seinem einzigen deutschen Standort in Bünde. Außerdem hat der Spezialglashersteller Gerresheimer-Bünde GmbH (ehemals Bünder Glas, mit mehr als 500 Mitarbeiter) und eines der ältesten Tiefbauunternehmen in der Region, die Westerhold Tiefbau GmbH, ihren Sitz in Bünde.

### Tourismus
Der staatlich anerkannte Erholungsort Randringhausen im Nordosten des Stadtgebiets dient seit dem 18. Jahrhundert als Kurgebiet. Ein Kurhaus für Moor-, Schwefel- und Bewegungsbäder steht den Gästen zur Verfügung. Randringhausen setzt die jahrhundertealte Badetradition in Bünde fort, da in der Stadt 1728 der erste Gesundbrunnen entdeckt wurde. An die Zeit als Bad Bünde und seine Bäder erinnert noch der Name Bäderstraße. Das waldreiche Erholungsgebiet Randringhausen umfasst zirka 266 Hektar und schließt das eigentliche Kurgebiet mit rund 34 Hektar ein.

## Persönlichkeiten

### Ehrenbürger
- Friedrich Langewiesche, * 1867; † 1958, wirkte seit 1896 in Bünde als Pädagoge, Forscher und Fossiliensammler. Er erforschte u. a. den Doberg. Er schenkte dem Doberg-Museum seine ersten Ausstellungsstücke und begründete es damit. Langewiesche wurde 1953 erster Ehrenbürger der Stadt Bünde.[34]
- Richard Moes, * 1887; † 1968, Bünder Bürgermeister 1925–1937, Ernennung zum Ehrenbürger 1962.[35]
- Theophylaktos Emmanouilidis, ehemaliger Chefarzt des Lukas-Krankenhauses und Vorsitzender des Hammer Forums, Ernennung zum Ehrenbürger 2019.[36]

### Töchter und Söhne der Stadt
Folgende Persönlichkeiten sind in Bünde geboren:
- 1777: August Ernst Rauschenbusch, Pädagoge und lutherischer Geistlicher
- 1780: Wilhelm Nasse, deutsch-russischer Chemiker und Pharmazeut
- 1819: Karl Hermann Schauenburg, Mediziner und Dichter
- 1821: Tönnies Wellensiek, Begründer der Zigarrenindustrie in der Stadt Tönnies Wellensiek

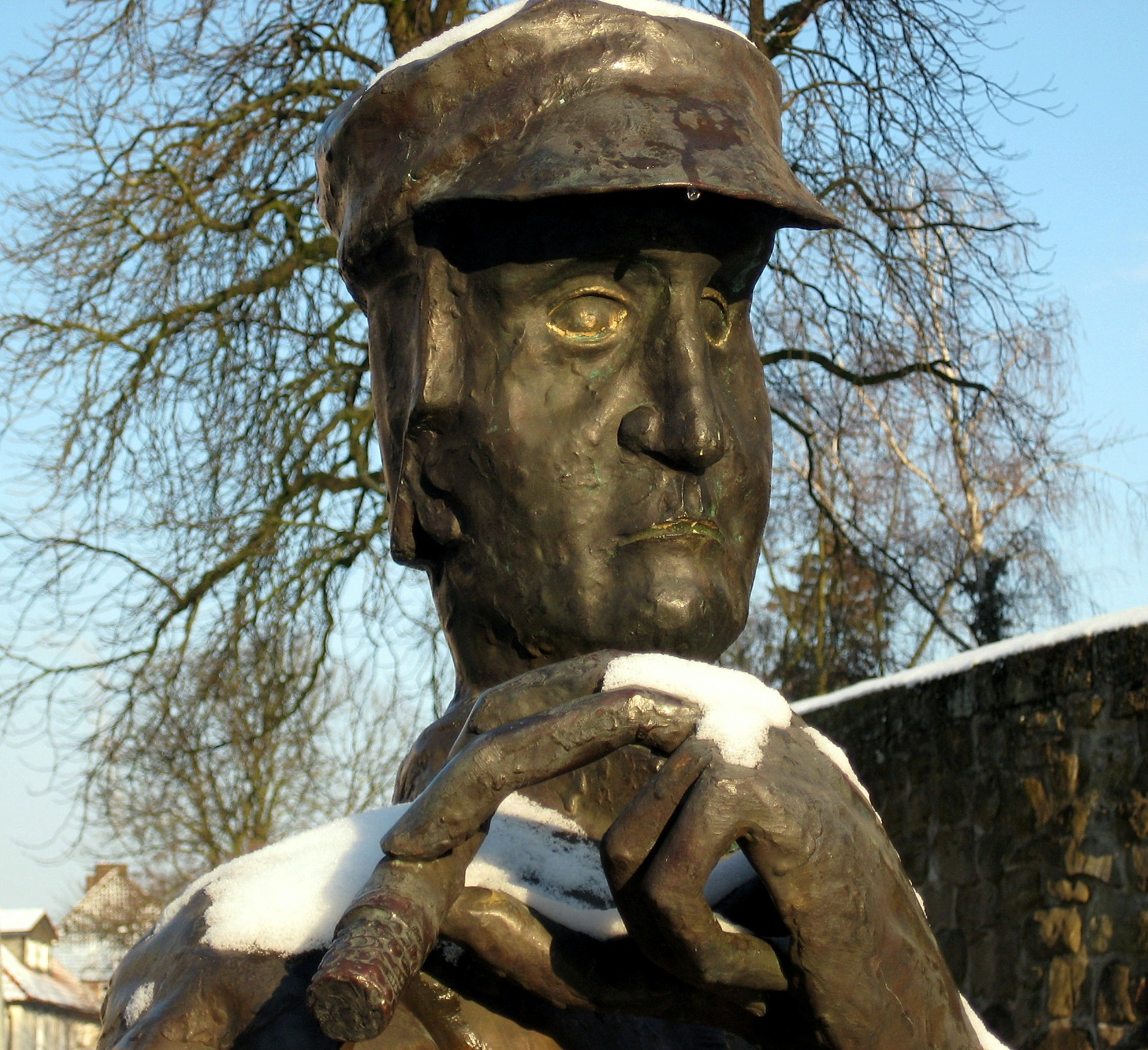
Tönnies Wellensiek

- 1825: Salomon Blumenau, preußischer Pädagoge und Prediger
- 1828: Samuel Rosenwald, Unternehmer
- 1860: Otto von Steinmeister, Regierungspräsident in Köln
- 1898: Walter Diekmann, Politiker und Oberbürgermeister der Stadt Oldenburg
- 1899: Gustav Galle, Regierungspräsident von Detmold
- 1900: Wilhelm Husmann, Chemiker
- 1901: Rudolf Bäumer, Politiker (SPD), Mitglied des Deutschen Bundestages
- 1901: Wilhelm Dopheide, Lungenfacharzt und während des Zweiten Weltkrieges Leiter der Abteilung Gesundheit im Distrikt Galizien des Generalgouvernements
- 1903: Heinrich Kemner, Theologe
- 1907: Hermann Wohlgethan, Vorsitzender Richter in der DDR
- 1907: Hans Rosenwald, Musikwissenschaftler
- 1908: Walter Bäumer, Rennfahrer
- 1913: Gustav Stührk, Leichtathlet
- 1914: Heinrich Klaustermeyer, Polizist und SS-Oberscharführer
- 1920: Siegfried Moning, Landrat
- 1924: Hellmuth Buddenberg, Vorstandsvorsitzender der Deutschen BP
- 1930: Kurt Busch, Jurist, Oberstadtdirektor in Göttingen und Essen
- 1931: Friedrich Rakob, Architekt und Archäologe am Deutschen Archäologischen Institut Rom
- 1933: Karlfried Stuke, Fußballspieler
- 1937: Brunhild Decking-Schwill, Politikerin (CDU)
- 1942: Gunter Gabriel, Sänger und Texter
- 1944: Klaus Beckmann, Politiker, Parlamentarischer Staatssekretär
- 1948: Wolfgang Baumann, Rechtswissenschaftler, Hochschullehrer und Autor
- 1948: Eckart Pott, Biologe, Autor und Naturfotograf
- 1949: Ulrich Horstmann, Literaturwissenschaftler und Schriftsteller
- 1950: Dieter Becker, Professor für Missionstheologie und Religionswissenschaft
- 1950: Volker Schiek, Politiker (SPD)
- 1951: Norbert Hähnel, Sänger
- 1951: Eckhard Lübkemeier, Politikwissenschaftler und Diplomat
- 1952: Bernd Jürgen Fischer, amerikanischer Albanologe und Historiker
- 1953: Burkhard Budde, evangelischer Theologe, Autor, Journalist und Kommunalpolitiker
- 1953: Reinhard Göhner, Politiker, Arbeitgeberfunktionär
- 1953: Jürgen Klute, evangelischer Theologe, Publizist, Politiker, Mitglied des Europäischen Parlaments
- 1954: Peter Buchholz, Schauspieler, Theater- und Drehbuchautor sowie Synchronsprecher
- 1955: Erhard O. Müller, Politiker und politischer Redakteur
- 1955: Hans-Otto Pörtner, Ökologe, Klimaforscher und Hochschullehrer
- 1956: Stefan Blankertz, Schriftsteller
- 1958: Elke Kruse, Musikerin
- 1960: Michael Arlt, Musiker
- 1961: Susanne Rutenkröger, Bürgermeisterin von Bünde
- 1962: Dirk Messner, Politikwissenschaftler, Präsident des Umweltbundesamtes
- 1966: Johannes Seemüller, Sportreporter
- 1969: Manuela Fersen, Künstlerin
- 1970: Christian Sewing, Vorstandsvorsitzender der Deutschen Bank
- 1971: Lars Montag, Regisseur
- 1977: Jens Westerbeck, Schriftsteller, Fernsehautor und Gagschreiber
- 1978: Tim Niedernolte, Fernsehmoderator
- 1979: Daniel Schneider, evangelischer Theologe, Journalist und Moderator
- 1981: Aziz Bozkurt, Politiker, Bundesvorsitzender der AG Migration und Vielfalt in der SPD
- 1983: Tobias Duffner, Fußballtorwart
- 1983: Aylin Tezel, Schauspielerin und Tänzerin
- 1984: David Odonkor, Fußballspieler
- 1985: Romy Jaster, Philosophin und Argumentationstrainerin
- 1986: Christin Nichols, Schauspielerin und Musikerin
- 1986: Marie Lang, Kickbox-Weltmeisterin
- 1987: Marcel Lenz, geborener Stadel, Fußballspieler
- 1996: Pascal Stenzel, Fußballspieler
- 1997: Florian Stork, Radrennfahrer

### Weitere Persönlichkeiten
Folgende Persönlichkeiten stammen nicht aus Bünde, haben aber in der Stadt gewirkt, bzw. wirken noch:
- Hengest und Horsa, der Legende nach schmiedeten diese beiden sächsischen Stammesführer und Brüder (deren Historizität sehr umstritten ist) in Bünde den Bund zur Eroberung Englands
- Otto von Arnim (1785–1820), Jurist, Richter in Bünde
- August Steinmeister (1820–1874), Zigarrenfabrikant, Teilhaber der Zigarrenfabrik Steinmeister & Wellensiek
- Georg von Detten (1837–1919), Jurist, Richter in Bünde
- Gustav von Bodelschwingh (1872–1944), Theologe, Pfarrer in Ennigloh und Ahle
- Karl Koch (1876–1951), Theologe, Pfarrer in Ennigloh
- Siegfried von Campe (1885–1972), Jurist, Referendar in Bünde
- Hermann Busse (1903–1970), Politiker, Schüler in Bünde
- Karl Paetow (1903–1992), Volkskundler, Leiter des Tabakmuseums
- Erhard Gorys (1926–2004), Schriftsteller, lebte in Bünde
- Hans Werner Henze (1926–2012), Komponist, verbrachte ab 1933 einige Jahre seiner Kindheit im Bünder Stadtteil Dünne
- Fritz Pleitgen (1938–2022), Journalist, besuchte hier zeitweise das Freiherr-vom-Stein-Gymnasium und betätigte sich während dieser Zeit für die damalige Freie Presse als Sportreporter; Ehrenabiturient des Gymnasiums am Markt Fritz Pleitgen

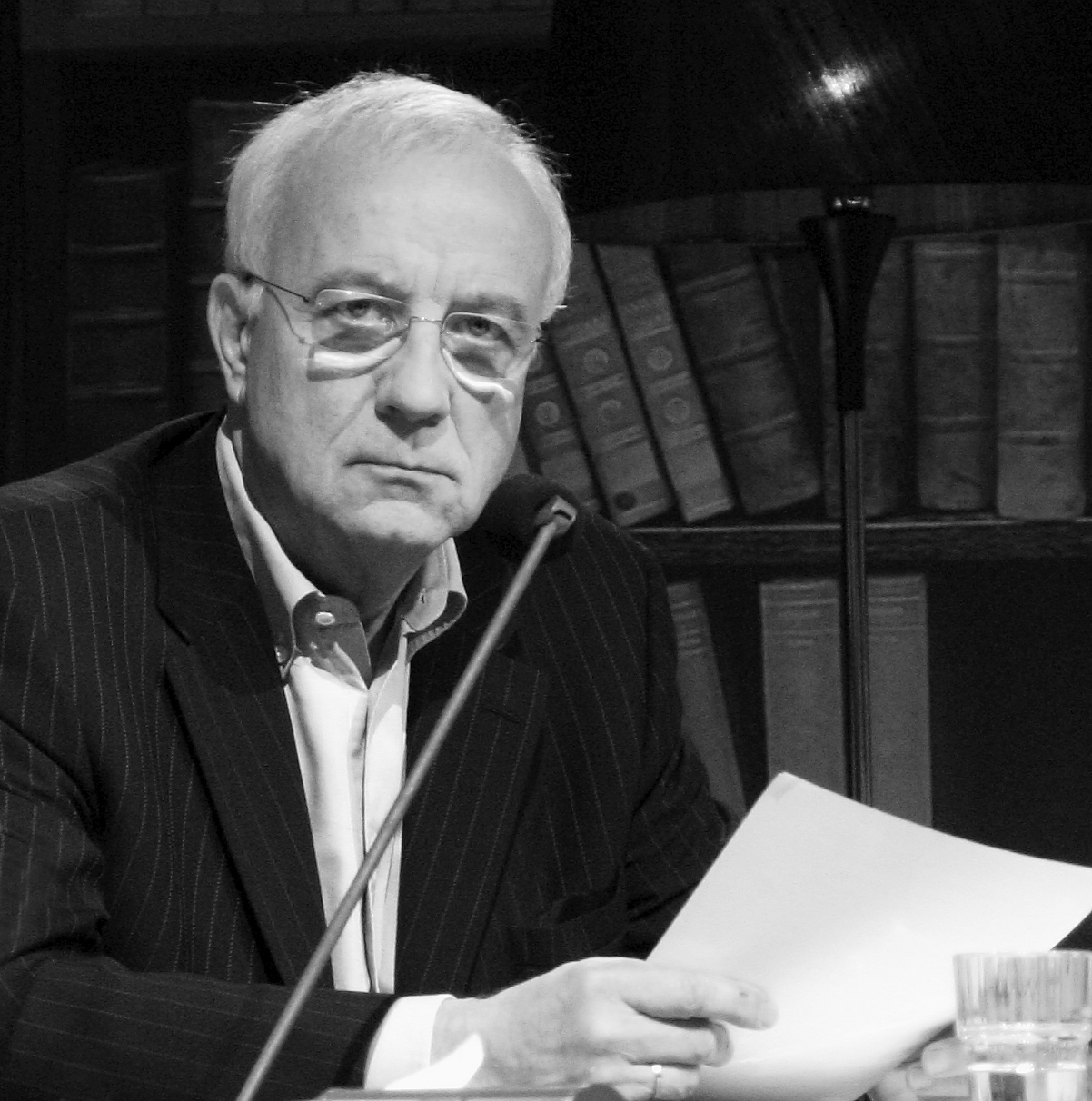
Fritz Pleitgen

- Hubert Berenbrinker (* 1950), Weihbischof, Vikar in Holsen
- Norbert Sahrhage (* 1951), Historiker, Schullehrer und Kriminalautor, war Lehrer in Bünde und veröffentlichte eine Reihe von geschichtswissenschaftlichen Werken über Bünde
- Matthias König (* 1959), Bischof, Pastor in Holsen
- C. C. Catch (* 1964) (bürgerlich: Caroline Catharina Müller), Musikerin, lebte einige Jahre in Bünde und besuchte dort die Hauptschule
- Christoph Dammermann (* 1967), Politiker (FDP), ehemaliger 1. stellvertretender Bürgermeister der Stadt
- Frank Schäffler (* 1968), Politiker (FDP), Mitglied des Deutschen Bundestags, wohnt in Bünde
- Chris Bollenbach (* 1972), Politiker, wuchs in Bünde auf
- Maike Tatzig (* 1973), TV Produzentin (u. a. Schillerstraße), erhielt dafür den deutschen Fernseh- u. Comedy-Preis 2005, wuchs in Bünde auf
- Maximilian Hecker (* 1977), Musiker, lebte viele Jahre in Bünde und machte sein Abitur auf dem Freiherr-vom-Stein-Gymnasium
- Andreas Ehrlich (* 1978), Showmagier beim Duo Ehrlich Brothers, lebt in Bünde